# Gedenkjahr 2018 (Österreich)
Im Gedenk- und Erinnerungsjahr 2018 trafen die Jubiläen mehrerer für die Republik Österreich relevanter Ereignisse aufeinander. Neben dem 100. Jahrestag der Gründung der Republik Österreich wurden weiterer für Österreichs Geschichte bedeutende „8er-Jahre“ gedacht (1848, 1918, 1938, 1948, 1968).
Gedenkjahre sind – ähnlich Gedenktagen – eine der Erscheinungsformen der Erinnerungskultur, des kollektiven Gedächtnisses, das den Umgang einer Gesellschaft mit ihrer Vergangenheit beschreibt. Der Staat übernimmt dabei einerseits die Rolle des Financiers und profitiert andererseits im Sinne der Legitimation von Machtansprüchen und der Stärkung nationaler Identitäten.
Zur Koordinierung der Aktivitäten wurde Anfang 2016 von der Bundesregierung (Bundeskanzler Werner Faymann, Vizekanzler Reinhold Mitterlehner) ein ehrenamtlicher „Beirat für das Gedenk- und Erinnerungsjahr 2018“ unter dem Vorsitz des Regierungsbeauftragten Altbundespräsident Heinz Fischer und unter operativer Leitung von Stephan Neuhäuser eingerichtet. Der Beirat begutachtete eine Vielzahl von Projektideen und empfahl dem Bundeskanzleramt dafür die Förderung zahlreicher Ausstellungs-, Forschungs, und Kunstprojekte. Die Website Oesterreich100.at fungierte hierbei als offizieller Webauftritt der Republik Österreich. Daneben widmete sich eine Vielzahl anderer, unterschiedlicher Akteure den historischen Ereignissen der 8er-Jahre.

## 1848

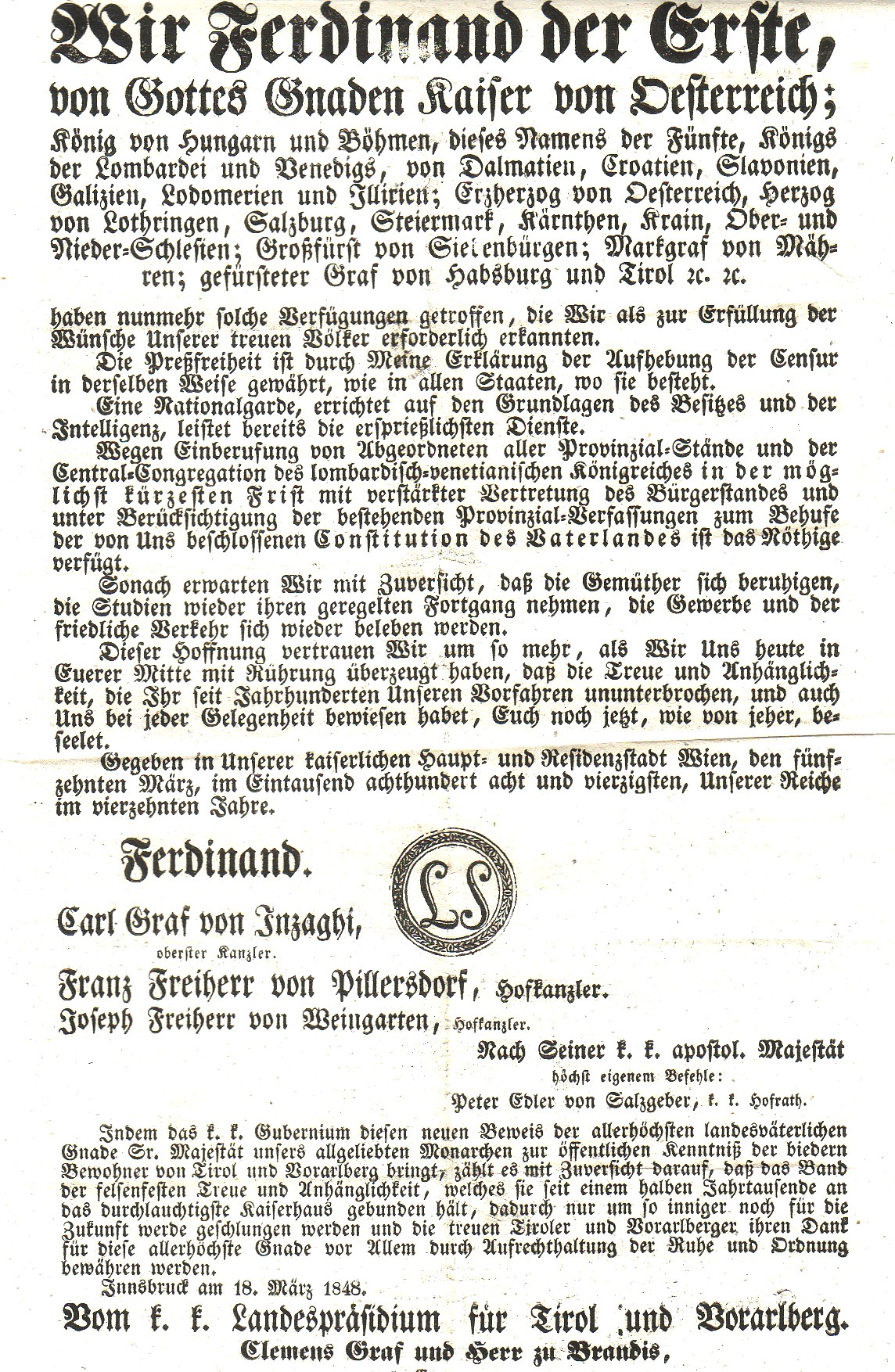
Aufhebung der Pressezensur durch Ferdinand I. am 15. März 1848

Die Revolution in Österreich 1848/49 war eine Reaktion auf die französische Februarrevolution 1848, welche sich wie ein Lauffeuer in vielen Teilen Europas ausbreitete und bürgerlich-demokratische Motive vertrat. In Österreich führte sie, wenn auch nur für kurze Zeit, zur Meinungsfreiheit, Pressefreiheit, Redefreiheit sowie Lehr- und Lernfreiheit. Die revolutionären Ereignisse wurden Kaiser Ferdinand I. als Führungsschwäche ausgelegt, der daraufhin die Regierung niederlegte. In der Folge wurde sein Neffe Joseph als Franz Joseph I. zum Kaiser gekrönt. Nachdem sich der junge Kaiser im gesamten Reich behaupten konnte, war die Revolution in Österreich beendet und es begann die Phase des Neoabsolutismus. 2018 jährte sich dieses Ereignis zum 170. Mal.
Das Jahr 1848 ist im österreichischen Bewusstsein vornehmlich über den Feldherrn der Gegenrevolution Johann Joseph Wenzel Graf Radetzky verankert. Es gibt in Österreich kein wirkliches Gedenken an die Akteure der 1848er Revolution: nicht an den erschossenen Robert Blum oder an den in Abwesenheit zum Tode verurteilten Hans Kudlich, nicht an die hingerichteten Revolutionäre Wenzel Messenhauser und Hermann Jellinek. In Erinnerung geblieben sind die Sieger, der blutjunge Kaiser Franz Joseph und seine Generäle Fürst Windischgraetz, Joseph Graf Jellacic und eben Radetzky.

### Medien
Die österreichischen Medien griffen dieses Jubiläum im Gedenkjahr 2018 auf, wenngleich es nur marginale Beachtung fand. Die Revolution von 1848 wird oft als „die vergessene Revolution“ bezeichnet, ist aber dennoch der Grundstein für viele Freiheiten sowie für die demokratische Republik Österreich. Vor allem Der Standard und Die Presse berichteten über die Revolution 1848. Erstere berief sich auf die Revolution als Mahnung an das Volk, sich politisch einzusetzen und die eigene Meinung zu vertreten. Vorrangig Studierende sollten sich, laut eines Appells der Historikerin Brigitte Mazohl, an diese Revolution erinnern und sich besinnen, dass Teilhabe wichtig, aber Gewalt zu vermeiden sei. Die Tageszeitung Die Presse konzentrierte sich vordergründig auf die Revolution als einen Grundstein für die Entwicklung der Demokratie in Österreich sowie der Pressefreiheit und betonte die Wichtigkeit des Revolutionsjahres 1848 für die Gründung des Mediums.

### Institutionen

#### Parlament Republik Österreich

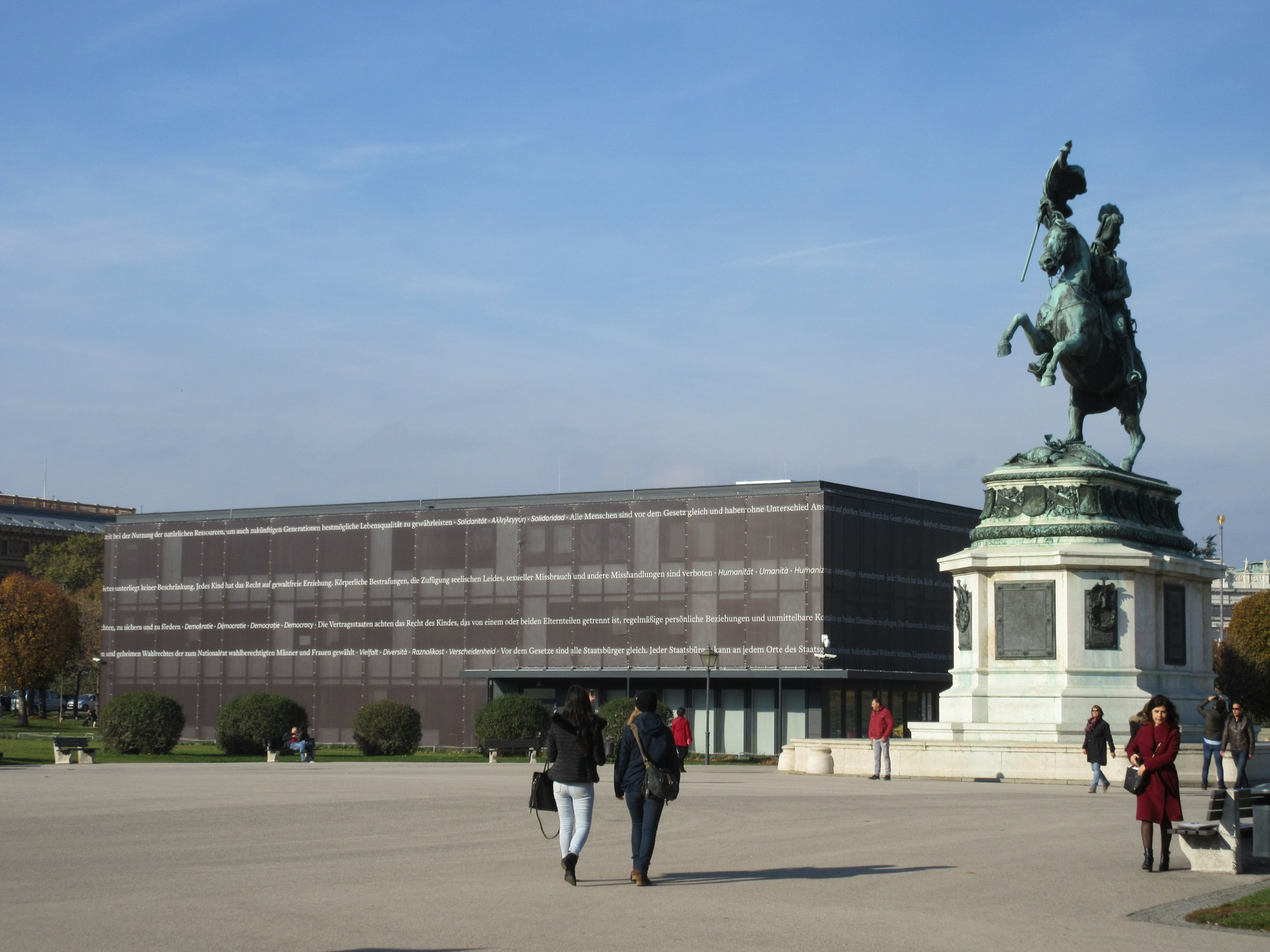
Temporäres Parlament Wien

Der aktuelle Standort des Parlaments (Stand Dezember 2018), der sich vorübergehend, aufgrund der Renovierung des Parlamentsgebäudes am Ring, neben der Hofburg befindet, schafft eine räumliche Nähe zu wichtigen Schauplätzen der österreichischen Märzrevolution 1848. Damals tagte das erste Parlament Österreichs – nur wenige Meter entfernt vom derzeitigen Standort – in der Winterreitschule der Hofburg.
Im Parlament der Republik Österreich wurde im Rahmen des Gedenkjahres 2018 das Buch „Ideen können nicht erschossen werden. Revolution und Demokratie in Österreich 1789–1848-1918“ von Wolfgang Häusler präsentiert, welches sich mit wichtigen Stationen Österreichs auf dem Weg zur Demokratie beschäftigt. Doris Bures meinte bei der Buchpräsentation, dass das Revolutionsjahr 1848 oftmals von anderen Gedenkjahren und -tagen in den Schatten gestellt werde und wies in diesem Zusammenhang auch auf die Relevanz des Werkes von Häusler hin. Das Buch gibt einen Einblick in die Kämpfe der Bürger, Arbeiter und Bauern um mehr Rechte und zur Verbesserung ihrer Situation. Daneben wird auch das erste Ringen österreichischer Frauen um ihr Recht auf politische Partizipation thematisiert. Die Ereignisse von 1848 bahnten somit einer Reihe von politischen Transformationsprozessen den Weg und können daher als wichtiger Teil der österreichischen Demokratiegeschichte gesehen werden.

#### Haus der Geschichte
Das Revolutionsjahr 1848 wurde in der Ausstellung „1848. Die vergessene Revolution“ museal aufgearbeitet. Diese Ausstellung wurde von Wolfgang Maderthaner und Michaela Maier kuratiert sowie vom Haus der Geschichte – Museum Niederösterreich wissenschaftlich begleitet. Ein weiterer Kooperationspartner war der Verein für Geschichte der ArbeiterInnenbewegung. Die Schau wurde – entsprechend der Jahreszahl 1848 – am 3. September 2018 um 18:48 eröffnet und war bis einschließlich 31. Oktober 2018 im Haus Niederösterreich, einem jener Orte, von dem die Revolution in Wien ausging, zu sehen. Zwischen 14. November 2018 und 31. Januar 2019 ist (Stand Dezember 2018) die Ausstellung in der Alten Schieberkammer in Wien zu sehen. Darüber hinaus wurde vom Verein für Geschichte der ArbeiterInnenbewegung eine Online-Karte erstellt, die die Orte der Revolution und die 1848 errichteten Barrikaden in der Stadt im heutigen Stadtbild Wiens nachvollziehbar macht.

### Wissenschaft

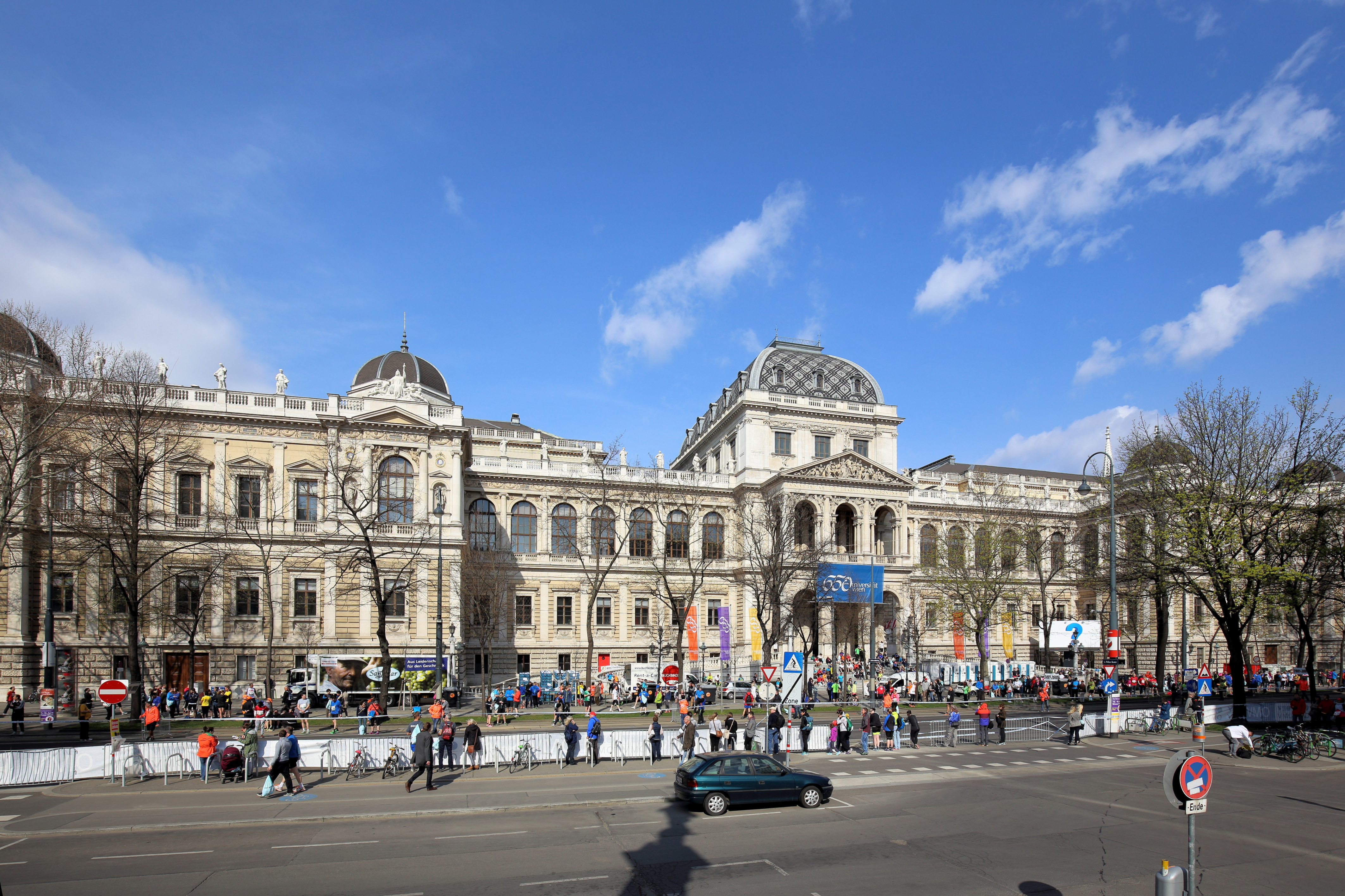
Universität Wien

Die Universität Wien hat sich mit dem Thema im Zusammenhang mit der Beteiligung von Universitätsangehörigen an den Revolutionsereignissen in Österreich in Form eines Dossiers zum Gedenkjahr 2018 auf ihrer Homepage auseinandergesetzt. Wichtige Ereignisse im Jahr 1848 und deren Auswirkungen für die Universität Wien werden an dieser Stelle dargestellt. Viele Studierende, aber auch einige Professoren und Doktoren der Universität Wien fungierten als wichtige Akteure der Wiener Revolution 1848, die Anstoß an der Pariser Februarrevolution 1848 nahm. Am 12. März 1848 überreichte man Kaiser Ferdinand eine Petition mit Forderungen der Studentenschaft. Pressefreiheit, Reformen die universitäre Lehre betreffend, Gleichberechtigung für Angehörige aller Konfessionen, Schaffung einer Volksvertretung sowie Öffentlichkeit und Mündlichkeit von Gerichtsverfahren waren wesentliche Punkte des Forderungskatalogs.
Die Folgen des Aufbegehrens waren allerdings, dass am 24. Mai 1848 der Studienbetrieb eingestellt wurde und im Oktober das Militär das Gebäude der Universität besetzte sowie die Akademische Legion auflöste. Da die Regierung einen erneuten Studierendenaufstand fürchtete, wurde der Studienbetrieb erst im März 1849 in weit verstreuten Gebäuden wieder aufgenommen. Dies sollte ein abermaliges Aufeinandertreffen von vielen Studierenden und daraus folgende, erneute revolutionäre Aufstände verhindern.

### Politik
In Österreich ist die Erinnerung an die Revolution 1848 nicht sehr ausgeprägt. Hintergrund ist die Tatsache, dass die Macht der Obrigkeiten, die Instrumente der Kontrolle sowie der Unterdrückung 1848 besonders stark vorhanden waren und die Bedingungen für eigenständige und widerständische Haltungen fehlten.
Auch 1948, zum 100-jährigen Jubiläum der Revolution, war das Gedenken an 1848 verhalten. Der deutschnationale Gehalt der Wiener Revolution von 1848 wurde vor dem Hintergrund des Endes des Großdeutschen Reichs als wenig erinnerungswürdig empfunden. In Bezug auf diese Tatsache spricht der Politik- und Rechtswissenschaftler Manfred Welan nicht ohne Grund von einem Tabu, das sich über das Thema Revolution 1848 in Österreich gelegt habe und somit gar keine öffentliche Diskussion darüber aufkommen lasse.
So kam dem Jahr 1848 auch im Gedenkjahr 2018 nur eine geringe Bedeutung zu und wurde von anderen Thematiken wie 100 Jahre Republik oder 80 Jahre Anschluss an Hitlerdeutschland überschattet. Vizekanzler Heinz-Christian Strache hat in seiner Ansprache zum „Staatsakt 100 Jahre Österreich“ seinen Schwerpunkt, in Bezug auf die Anfänge der österreichischen Republik, anders gelegt als sein Vorredner Kanzler Kurz. Strache sprach davon, dass bereits mit der Revolution 1848 der Startpunkt für die Republik gelegt worden sei. Bundespräsident Van der Bellen ging beim Staatsakt weniger auf die geschichtlichen Verlauf der Geschehnisse ein, als auf die je aktuelle Bedeutung der Demokratie.
Altbundespräsident Heinz Fischer sieht es positiv, dass die Zeit des Absolutismus, in dem Bürgerinnen und Bürger sehr kurz gehalten worden sind, zu Ende ging. Er macht auf die Bedeutung der Geschehnisse von 1848 aufmerksam, durch welche das Pendel kurze Zeit weit in eine andere Richtung ausgeschlagen hat und sogar eine konstitutionelle Verfassung ausgearbeitet wurde, um die Macht zwischen Kaiser und Staat zu teilen. Mit Blick auf die Auswirkung der Revolution meinte er, dass die Revolution zwar niedergeschlagen wurde, aber der Geist des Konstitutionalismus aus der „Flasche“ war und nie mehr eingefangen werden konnte.

## 1918
Das Jahr 1918 sticht im Zuge des Gedenkjahrs 2018 besonders heraus. Einerseits handelt es sich hierbei um ein hundertjähriges Jubiläum, andererseits ist die Bedeutung der Ereignisse dieses Jahres in der Geschichte Österreichs herausragend. Durch die Niederlage der Donaumonarchie im Ersten Weltkrieg musste die Habsburger-Dynastie auf jeden Anteil an den Staatsgeschäften verzichten, was in weiterer Folge zur Gründung der Ersten Republik am 12. November 1918 führte. Im Zuge der ersten Wahlen im Februar 1919 wurde auch das im Herbst 1918 beschlossene Frauenwahlrecht zum ersten Mal angewandt.

### Medien
Das Ende des Ersten Weltkriegs 1918 wurde im Gedenkjahr 2018 sehr stark von den österreichischen Medien aufgegriffen. Häufig diente das Ziehen von Parallelen beziehungsweise Analogien zwischen historischen Ereignissen einerseits und aktuellen Geschehnissen andererseits der medialen Instrumentalisierung. Dies zeigte sich beispielsweise in einem Interview des ehemaligen österreichischen Bundespräsidenten Heinz Fischer mit Der Standard. Darin bezog sich Heinz Fischer mehrmals auf das Jahr 1918 und zwar zum einen als Jahr des Kriegsendes, zum anderen als Gründungsjahr eines demokratischen Österreichs. Er zog Parallelen zwischen dem damaligen Nationalismus und den heutigen Ausprägungen dieses, um vor derartigen Ideologien explizit zu warnen. Des Weiteren betonte er die Bedeutung der Demokratie für Österreich. 

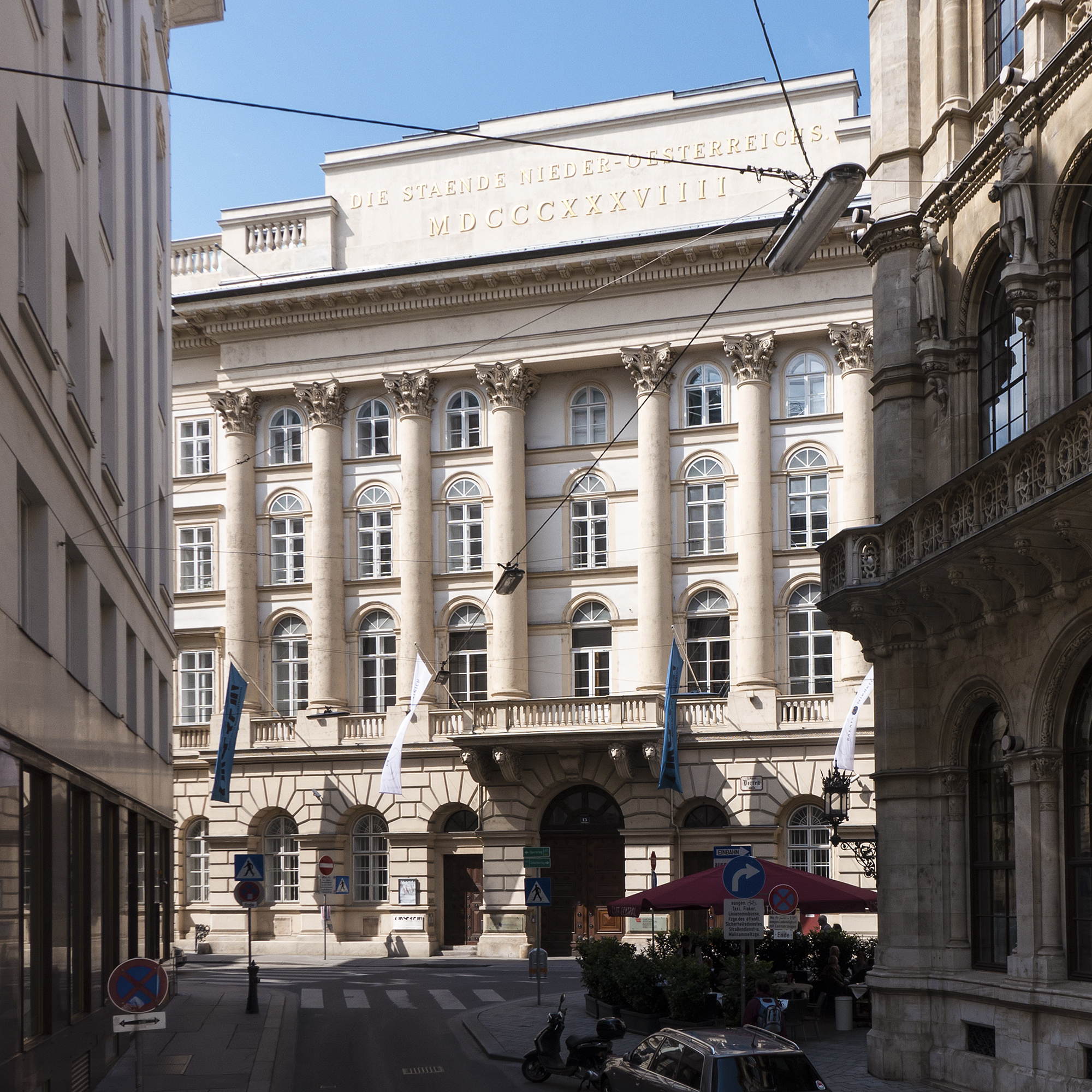
Palais Niederösterreich

Das Jahr 1918 jedoch wurde nicht nur dahingehend medial instrumentalisiert, gewissen politischen Entwicklungen entgegenzutreten, sondern ebenso, um die Selbstlegitimation gewisser Institutionen zu stützen. So feierten die österreichischen Bundesländer im Gedenkjahr 2018 öffentlichkeitswirksam die Gründung der Republik und betonten ihren Anteil an diesem Prozess. Die Legitimation des Föderalismus sollte medienwirksam gefeiert werden. Auch der für die Festlichkeiten gewählte Ort war Teil dieser medialen Inszenierung, denn der Festakt fand im Palais Niederösterreich statt, also in jenem Gebäude, in dem 1918 die Provisorische Nationalversammlung konstituiert wurde.

Eine weitere Instrumentalisierung des Ersten Weltkriegs bzw. dessen Ende im Gedenkjahr 2018 fand dahingehend statt, dass eine Vielzahl von Zeitungsartikeln, etwa in den Tageszeitungen Der Standard oder in der Wiener Zeitung, eine bestimmte Erinnerungskultur befördern wollte. Man mahnte zur Erinnerung an den Ersten Weltkrieg sowie die Zwischenkriegszeit, um einer Wiederholung der Ereignisse entgegenzuwirken. Die Medien boten ihren Lesern hierzu unter anderem diverse Zeitzeugenberichte, Literatur sowie Möglichkeiten des gegenseitigen Informationsaustauschs an. 

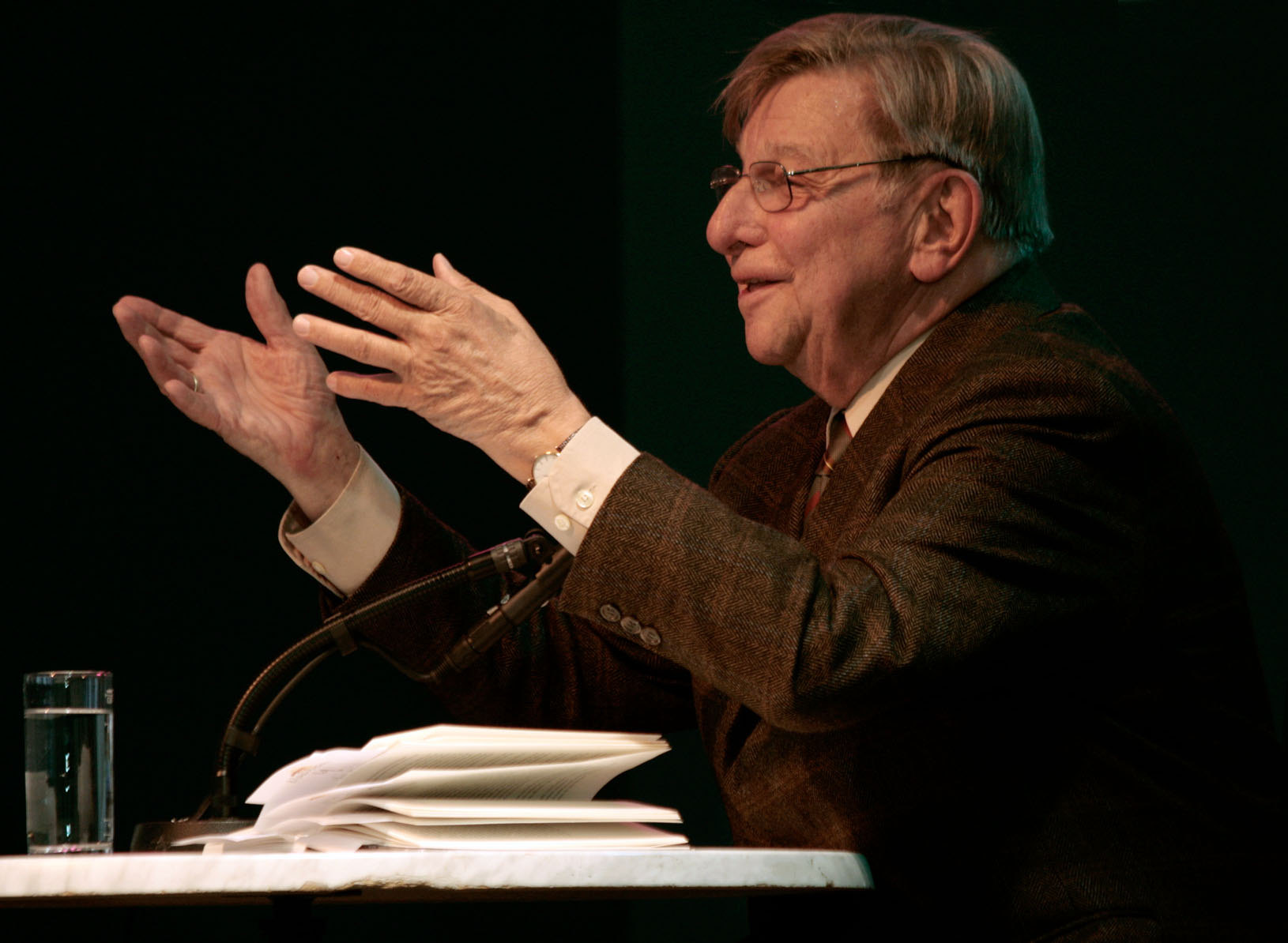
Hugo Portisch

Die österreichische Medienlandschaft beschrieb das Jahr 1918 oft als jenes Schicksalsjahr, in welchem der – wenngleich nicht ununterbrochene – Weg zur heutigen Republik geebnet wurde. Die Demokratie und ihre Bedeutung für das Land wurden durch die Medien stets hervorgehoben. Aber auch die Schwächen beziehungsweise die Zerbrechlichkeit dieser waren Inhalte vieler Medienportale (auch von Portalen der Einrichtungen des tertiären Bildungsbereichs sowie des öffentlich-rechtlichen Rundfunks ORF), wodurch die Demokratie und damit einhergehend das allgemeine Wahlrecht als etwas Schützenswertes und somit als etwas nicht Selbstverständliches dargestellt wurden.
Die für Österreich große Bedeutung des Jahres 1918 wurde durch die Mannigfaltigkeit des diesbezüglichen Fernsehprogramms des ORF deutlich. Zahlreiche Dokumentarfilme wie beispielsweise „100 Jahre Republik – wie stark ist unsere Demokratie?“ oder auch die „Universum History“-Serie namens „Unser Österreich“ sollten über das Geschehene berichten. Ein Höhepunkt bot herbei die neue ORF-Produktion „Auf den Spuren der Republik“ mit dem einstigen Präsidenten Fischer. Eine weitere Bemühung des ORF war die Erstellung von Kurzspots. In diesen wurden schriftliche Zeitzeugnisse aus Tagebüchern, Zeitungen und Briefen aus dem Zeitraum zwischen dem 16. Oktober bis 12. November 1918 vorgelesen. Hierdurch sollte die damalige Stimmung den ORF-Zuschauern vermittelt werden.
Die Medien spielten im Rahmen des Gedenkjahres 2018 nicht nur ideologisch und politisch eine wichtige Rolle, sondern stellten auch ein Instrument dar, welches das österreichische Zusammengehörigkeitsgefühl beförderte.

### Institutionen

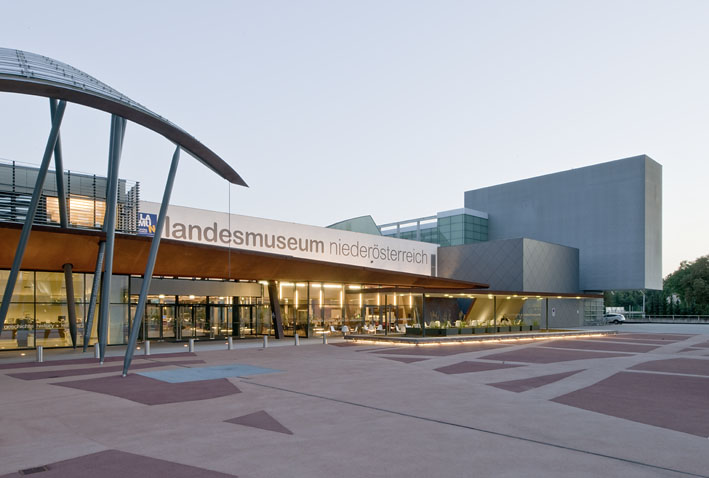
Das Haus der Geschichte als Teil des Landesmuseums NÖ.

Im Vorfeld des Gedenkjahres 2018 wurde die Errichtung einer Institution, die sich mit der jüngeren Geschichte Österreichs beschäftigt, beschlossen. Bereits jahrzehntelang war über ein Museum zur Zeitgeschichte der Republik diskutiert worden. Aufgrund finanzieller und organisatorischer Probleme sowie unterschiedlicher, politischer Haltungen verzögerte sich das Vorhaben aber immer wieder. Das Haus der Geschichte Österreich wurde schließlich zum 100-jährigen Bestehen der Republik Österreich am 10. November 2018 eröffnet. Die Direktorin des Museums, Monika Sommer, meinte, dass die Realisierung des Projekts 2018 der „Magie der runden Zahl“ zu verdanken sei.
Das Haus der Geschichte im Museum Niederösterreich (HGNÖ) zeigte eine Sonderausstellung zu „Die umkämpfte Republik“, in der die konfliktreichen Jahre zwischen dem Ersten Weltkrieg und dem „Novemberpogrom“ 1938 beleuchtet wurden. Im Zuge des Gedenkjahres 2018 hat sich das Museum auch mit dem Thema 100 Jahre Frauenwahlrecht auseinandergesetzt und eine Sonderausstellung eingerichtet.

Die Österreichische Mediathek bot und bietet in einer Onlineausstellung zum Gedenkjahr 2018 einen Überblick über das Kriegsende und dessen Folgen und stellt eine Reihe von Tondokumenten sowie Videos dazu zur Verfügung. Außerdem kam es zur Kooperation der Österreichischen Mediathek mit dem Archiv des Tschechoslowakischen Rundfunks im Projekt „Praha/Wien – Die audiovisuellen Echos des Jahres 1918 in Wien und Prag“. 

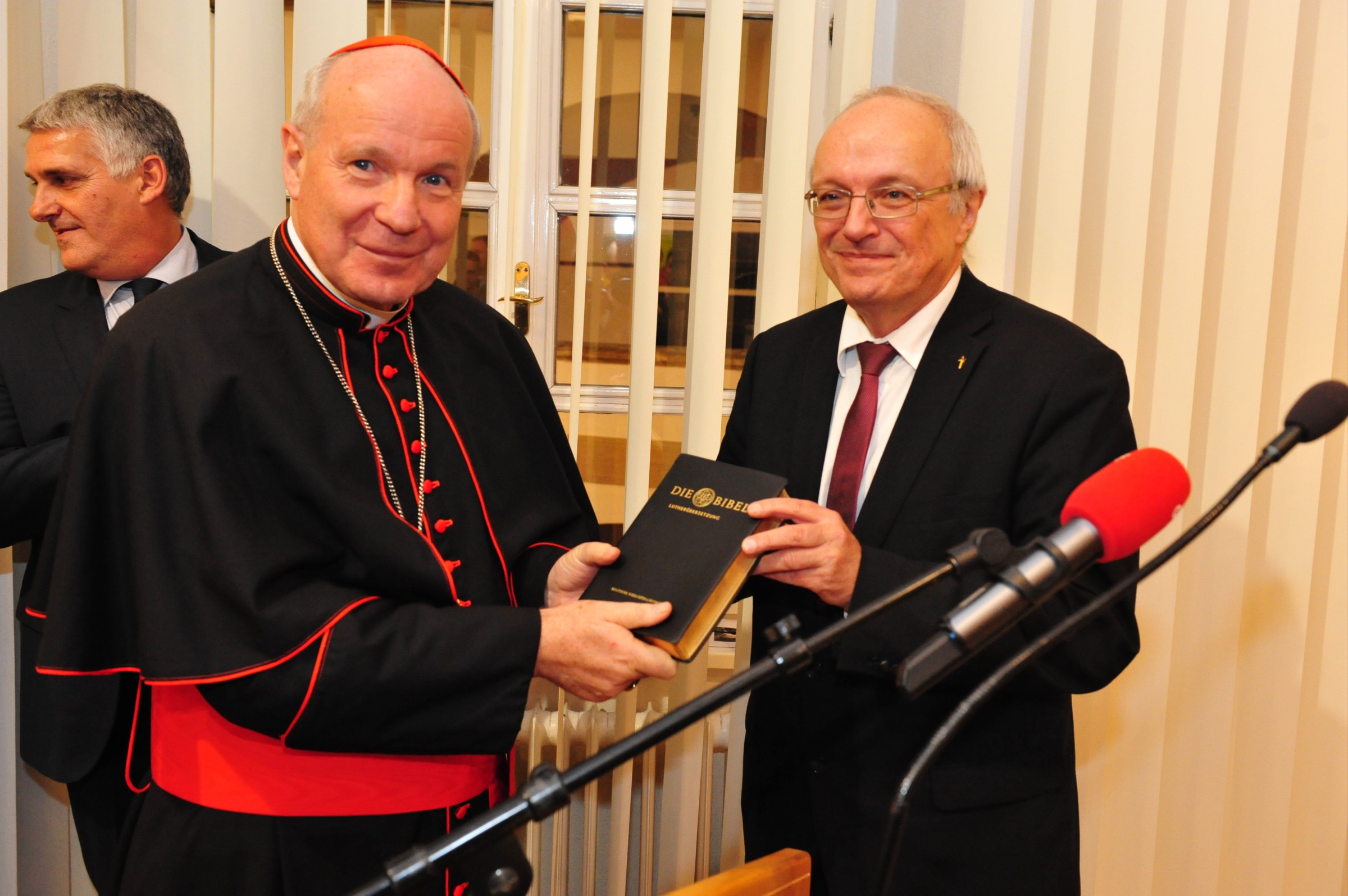
Kardinal Christoph Schönborn und Bischof Michael Bünker

Das österreichische Parlament veröffentlichte im Gedenkjahr 2018 Protokolle von Geheimsitzungen, die Entscheidungen über den Kriegskurs 1918 zum Inhalt hatten. Die Veröffentlichung der Protokolle stand für Nationalratspräsident Wolfgang Sobotka im Zusammenhang mit der Aufgabe der Republik „[…] aus den Erfahrungen jener Zeit die richtigen Schlüsse zu ziehen, damit wir auch weiterhin auf einem Kontinent des Friedens und der Sicherheit leben können“.
Auch die katholische und die evangelische Kirche waren sich 2018 darin einig, dass nur eine stets wachgehaltene Gedenkkultur der Bedrohungen der Demokratie durch Zwist, Feindbilder und schließlich Gewalt Einhalt zu gewähren vermag. Zu dieser Einschätzung kamen Kardinal Christoph Schönborn und der lutherische Bischof Michael Bünker bei einem Gespräch im Rahmen der „Langen Nacht der Kirchen“ 2018.

### Wissenschaft
Zum Gedenkjahr 2018 äußerten sich verschiedene wissenschaftliche Institutionen und Personen in der Öffentlichkeit und setzten sich verstärkt mit der Zäsur in Österreichs Geschichte vor hundert Jahren auseinander. Universitäten und Forschungsinstitutionen luden zu zahlreichen Veranstaltungen, die die politischen Veränderungen, die Errungenschaften der demokratischen Republik und den damit verbundenen Umgang mit der Geschichte beleuchteten. Weiteres fanden mehrere Forschungs- und Vermittlungsprojekte an Österreichs Universitäten und wissenschaftlichen Institutionen statt. Wissenschaftliche Publikationen wie Historiker Manfried Rauchensteiners „Unter Beobachtung“ oder Hubert Nowaks „Ein österreichisches Jahrhundert“ erschienen rechtzeitig 2017 kurz vor dem Gedenkjahr und liefern Überblick über die vergangenen hundert Jahre.
Das Ende des Ersten Weltkriegs wird oft als „Urkatastrophe“ des 20. Jahrhunderts betrachtet. Vielfach werden in Debatten Analogien zwischen den Ursachen des Ersten Weltkriegs und der gegenwärtigen global-politischen Situation gezogen, wodurch die Sorge vor einem neuerlichen Weltkrieg mit den Hauptakteuren USA und Russland, aber auch der Volksrepublik China, wächst. Der Politikwissenschaftler Wolfram Ridder warnt jedoch ausdrücklich vor derartigen Parallelisierungen, die sowohl in der Wissenschaft als auch in den Medien häufig auftreten, unter anderem, da es keine einheitliche Meinung bezüglich der zum Ersten Weltkrieg führenden Ursachen gebe. Nach Ridder wäre es sinnvoller von den Geschehnissen der „Urkatastrophe“ zu lernen.
Die Märzausgabe 2018 des Alumni-Magazins der Universität Wien ging der Frage nach, was eine Demokratie ausmacht. Unter anderem findet sich dort eine Sammlung von Gedanken, Geschichten und Gegebenheiten zum Demokratiebegriff von Wissenschaftlern und Alumni der Universität. Für Oliver Rathkolb vom Institut für Zeitgeschichte der Universität Wien etwa ist die Demokratie ein transparentes, mit klaren Strukturen versehenes System zur Aushandlung gesellschaftlicher Gegenwart und Zukunft. Er verortete die Bedeutung des Erinnerungsjahres 2018 in der Tatsache, dass derzeit auf europäischer sowie auf internationaler Ebene vermehrt autoritäre Tendenzen beobachtbar sind. Empirische Meinungsumfragen belegen, dass Menschen mit einer profunden historischen Basis leichter und bewusster antidemokratische Entwicklungen erkennen und besser gegen eine autoritäre Einstellung gewappnet sind. Deshalb sei es wichtig, sich mit der Geschichte der Demokratie in Österreich und in Europa auseinanderzusetzen.
Thematisch lag der Fokus des Gedenkjahres 2018 hauptsächlich auf der Gründung des ersten demokratischen Systems in Österreich. Während früher die Entstehung von demokratischen Nationalstaaten begrüßt wurde, ist der heutige Blick auf die Ereignisse teilweise ein anderer. So bezeichnete etwa der britische Historiker Steven Beller den Zerfall der Donaumonarchie nach dem Ersten Weltkrieg drastisch als „katastrophalen Fehler“. Es sei ein „Machtvakuum“ entstanden, das daraufhin das Deutsche Reich und die Sowjetunion gefüllt hätten. Der Zerfall des Habsburgerreichs habe demnach zum Aufstieg von Nationalsozialismus und Faschismus entscheidend beigetragen. Daraus leitete er für heute ab, dass komplexe Strukturen wie die Europäische Union nicht auf Grund einiger Schönheitsfehler leichtfertig aufs Spiel gesetzt werden sollten.
In Zeiten bedrohter Demokratien sei es besonders wichtig, sich an die Fundamente der Republik zu erinnern, meinte etwa die Historikerin Heidemarie Uhl. Thomas Hellmuth, Professor für Geschichtsdidaktik an der Universität Wien, sieht das Jahr 1918 als Grundlage für die heutige Gesellschaft, samt all den damit verbundenen Problemen. Deswegen sei eine Auseinandersetzung mit 1918 auch immer eine mit der Gegenwart. Bei historischem Wissen gehe es darum, dieses für die Gegenwart anzuwenden und damit aktiv umzugehen.
Stefan Schmid-Heher, Berufsschullehrer und Mitarbeiter am Zentrum für Politische Bildung an der Pädagogischen Hochschule Wien, hält das Jahr 1918 für ein gutes Beispiel, um Schülern die Relevanz von Konflikten in einer Demokratie zu demonstrieren. Er verweist darauf, dass Kontroversen die Grundlage für Demokratie und Politik seien und es notwendig sei, auf diese Prozesse hinzuweisen. Er sieht den Schulunterricht in der Pflicht, den Jugendlichen Antwort auf die Frage zu geben, was Demokratie mit ihrem Leben zu tun hat und ihnen das Ohnmachtsgefühl, politische Entscheidungen nicht beeinflussen zu können, zu nehmen. Wichtig sei es vor allem, Bezüge zur Gegenwart herzustellen, sodass Jugendliche „etwas mit der Geschichte anfangen können“.

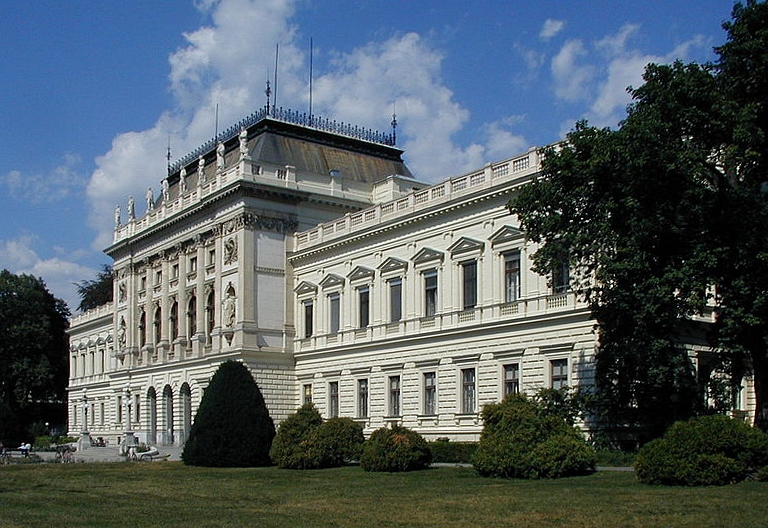
Karl-Franzens-Universität Graz

Neben der Schaffung des ersten demokratischen Systems wurde auch dem Vertrag von St. Germain besondere Aufmerksamkeit geschenkt. Von 27. bis 29. November 2018 fand dazu die Konferenz „Der Vertrag von St. Germain im Kontext der europäischen Nachkriegsordnung“ in der Österreichischen Akademie der Wissenschaften (ÖAW) statt.
Im Rahmen des Gedenkjahres 2018 wurde auch die Einführung des Frauenwahlrechts 1918 in Österreich thematisiert, so etwa in dem Projekt „Partizipation – Repräsentation – Politik: Herausforderungen für eine geschlechtergerechte Gesellschaft“, das die Zeithistorikerin Johanna Gehmacher und die Rechtsphilosophin Elisabeth Holzleitner durchführten. Ebenso widmete sich das Institut für Rechtswissenschaftliche Grundlagen der Universität Graz dem Schwerpunkt Frauenwahlrecht („100 Jahre Frauenwahlrecht. 100 Jahre Vereins- und Versammlungsrecht für Frauen“).

### Politik

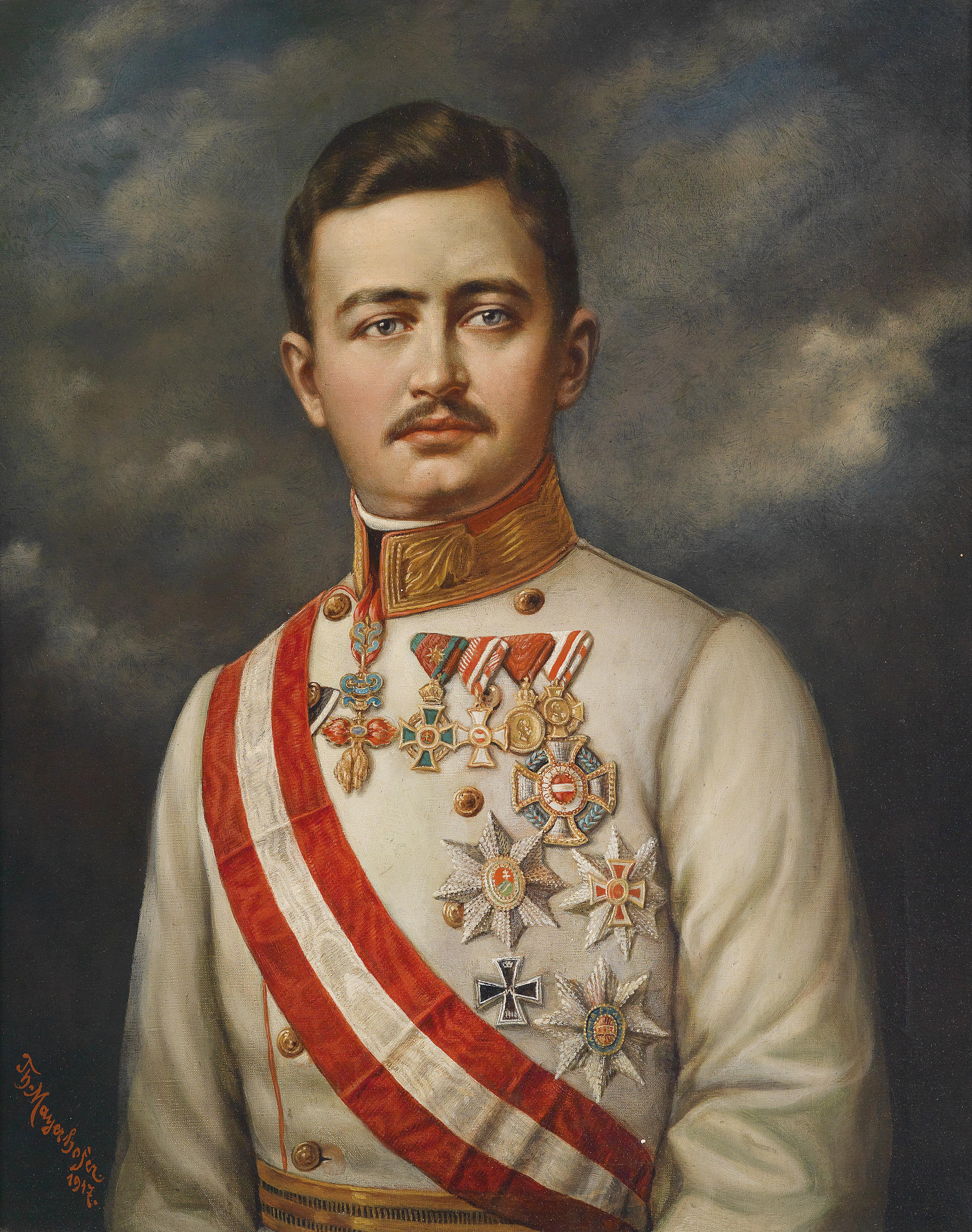
Kaiser Karl I. von Österreich

Obwohl sich der Zerfall der Monarchie in ihre ethnischen Gruppen schon während des Ersten Weltkrieges abzeichnete, reagierten die deutschsprachigen Abgeordneten des Reichsrates zu spät. Ein Völkermanifest von Kaiser Karl I. zur Rettung der Habsburgermonarchie kam zu spät, die Donaumonarchie zerfiel in einzelne Nationen. Am 30. Oktober wurde von der provisorischen Nationalversammlung, die sich am 21. Oktober konstituiert hatte, die Gründung des Staates Deutsch-Österreich beschlossen, obwohl dessen Grenzen noch nicht feststanden. Mit dem 31. Oktober erhielt Österreich auch seine Staatsfarben rot-weiß-rot. Die Republik Deutsch-Österreich wurde schließlich am 12. November 1918 offiziell ausgerufen, nachdem am 3. November 1918 der Waffenstillstand von Villa Giusti unterzeichnet wurde. Der Anschluss Österreichs an Deutschland wurde allerdings im Vertrag von Saint-Germain untersagt, woraufhin 1919 die Republik Österreich ausgerufen wurde.
Österreichs gegenwärtig amtierender Bundespräsident Alexander Van der Bellen äußerte beim Weltkriegsgedenken am 11. November 2018 in Paris Verständnis für die Anschlusstendenzen Österreichs an das Deutsche Reich nach dem Ersten Weltkrieg. Er wies auf die weitverbreitete Sorge hin, dass Österreich 1918 – nach dem Untergang des Habsburgerreiches – ökonomisch nicht auf eigenen Beinen hätte stehen können. Zudem hätte ein Gefühl des Patriotismus für den neu entstandenen Staat und des Rückhaltes durch die Regierung gefehlt. Van der Bellen meinte zudem in einem Interview mit der Tiroler Tageszeitung, dass das Vertrauen in die österreichische Republik erst nach 1945 wie der Phönix aus der Asche gestiegen wäre.
Das Jahr 1918 war während des Gedenkjahres auch in der österreichischen politischen und medialen Welt omnipräsent. Thematische Schwerpunkte im öffentlichen Rundfunk ORF wurden mit Beiträgen von politischen Größen wie etwa Heinz Fischer, Bundespräsident a. D., oder aktuellen Politikern wie Bundeskanzler Sebastian Kurz und Vizekanzler Heinz-Christian Strache gesetzt. So kommentierte etwa Altbundespräsident Heinz Fischer die historisch-politische Entwicklung in mehreren TV- und Radio-Aufnahmen.

#### Staatsakt 100 Jahre Republik Österreich
Am 12. November 2018 fand in der Wiener Staatsoper ein Staatsakt anlässlich des hundertsten Jahrestags der Gründung der Republik statt. Er wurde mit der Bundeshymne eröffnet, danach folgte eine Ansprachen von Bundespräsident Alexander Van der Bellen, die er als Plädoyer für die liberale Demokratie und für demokratisches Engagement anlegte. Es folgten Ansprachen von Bundeskanzler Sebastian Kurz, Vizekanzler HC Strache, Nationalratspräsident Wolfgang Sobotka und vom Vorsitzenden der Landeshauptleutekonferenz Hans Niessl. Den musikalischen Rahmen gestalteten die Wiener Philharmoniker. Die Festrede hielt die Schriftstellerin Maja Haderlap, in der sie vor einer Ökonomisierung der Gesellschaft warnte, und darauf hinwies, dass nicht der ökonomische Mensch, sondern das ethisch handelnde Individuum Kern und Angelpunkt der Demokratie ist. Der mehrstündige Staatsakt wurde live im Österreichischen Rundfunk übertragen.

## 1938
1938 war das Jahr, in dem Österreich von der Landkarte verschwand und dem Deutschen Reich angeschlossen wurde. Am 13. März 1938 wurde die administrative Machtübernahme durchgeführt, nachdem bereits in der Nacht von 11. auf 12. März Truppen der deutschen Wehrmacht über die Grenze marschiert waren. Im weiteren Verlauf des Jahres kam es auch in Österreich zu den sogenannten Novemberpogromen. Dieser Begriff bezieht sich auf die Nacht vom 9. auf den 10. November 1938, die den Übergang von der Diskriminierung der jüdischen Bevölkerung zur systematischen Verfolgung markiert. Im Gedenkjahr 2018 fanden diese beiden Ereignisse deshalb in Österreich besondere Beachtung.

### Medien
In den österreichischen Medien fand der sogenannte Anschluss große Beachtung. Der öffentlich-rechtliche Rundfunk ORF legte dafür ein eigenes Archiv in seiner TV-Thek an, das er als „Schicksalsjahr 1938“ betitelte. In diesem Archiv können sowohl ältere Dokumentationen als auch Zeitzeugenberichte aus den letzten Jahren gefunden werden. Außerdem gab es im ORF auch einen Programmschwerpunkt zum Anschluss. Dieser wurde auch in der TV-Thek veröffentlicht. Hier wurden unter anderem Zeitzeugenberichte, sowie weitere Dokumentationen, Dokumentarfilme und Spielfilme gezeigt. Auch das Wissenschaftsportal des ORF legte eigens zum Gedenken an 1938 eine Homepage an, auf der relevante Artikel gesammelt wurden. Auch die Radiosender des ORF lieferten einige Beiträge zum Gedenken an 1938. Besonders das Radioprogramm Ö1 berichtete in vielen kleineren und auch größeren Sendungen zu den Ereignissen des Jahres 1938.
Die österreichischen Tageszeitungen berichteten zwar regelmäßig vom Gedenkjahr 2018, jedoch lag der Fokus hier meist auf dem Jahr 1918 und der Feier zum 100-jährigen Bestehen Österreichs. Einzig die Zeitung Der Standard eröffnete ein eigenes Medienportal zum Gedenkjahr, das „Ö100“ genannt wurde. In vielen anderen Tageszeitungen, wie beispielsweise den Salzburger Nachrichten, dem Kurier oder der Kronen Zeitung, wurden lediglich Verweise zu Ausstellungen oder Veranstaltungen, die an das Jahr 1938 erinnern sollen, abgedruckt.
Auch wöchentlich oder monatlich erscheinende Zeitschriften und Magazine zeigten teilweise Interesse an dem Thema. So veröffentlichte die Zeitschrift NEWS im März einen Artikel über die Berichterstattung zum Anschluss 1938 in den zeitgenössischen Printmedien. Die Wochenzeitung Falter nahm in mehreren Berichten Bezug auf das Jahr 1938 und erstellte zusätzlich eine eigene Kategorie für Events, in der man explizit nach Veranstaltungen zum Gedenkjahr 2018 suchen konnte.
Außerdem widmete die Katholische Presseagentur Österreich dem Gedenkjahr 2018 ein eigenes Stichwort auf ihrer Homepage. Auf die Erstellung einer eigenen Seite für die Artikelsammlung wurde jedoch verzichtet.

### Institutionen
Zahlreiche Institutionen nahmen das Gedenkjahr zum Anlass, wichtige historische Ereignisse des Jahres 1938 in Sonderausstellungen und Projekten zu behandeln. An dieser Stelle muss erwähnt werden, dass es sich bei der folgenden Aufzählung lediglich um eine beispielhafte Auswahl handelt.

#### Wien-Bibliothek im Rathaus
Die Wien-Bibliothek im Rathaus nahm das Gedenkjahr 2018 zum Anlass, sich der Wiener Stadtverwaltung nach dem Anschluss im März 1938 zu widmen. In einer Sonderausstellung warf sie das Licht auf die bisher wenig erforschte Involvierung des Wiener Beamtentums in die Ereignisse von 1938 und widmete sich dabei Fragen nach dem Ausmaß der Pflichtbereitschaft sowie den Möglichkeiten der Nutzung individueller Spielräume.

#### Das Jüdische Museum Wien (in Kooperation mit der Universität für Angewandte Kunst)
Das Jüdische Museum Wien führte gemeinsam mit der Universität für Angewandte Kunst das „Projekt OT“ durch. Dabei handelt es sich um dauerhafte Lichtinstallationen an fünfundzwanzig Orten in Wien, die an die Pogromnacht am 9. November 1938, in der fast einhundert Synagogen und Betstuben in Wien vollkommen zerstört wurden, erinnern sollen. Mit den Installationen in Form von gebogenen Davidsternen soll ein Zeichen gegen das Vergessen gesetzt werden.

#### Das Graz-Museum

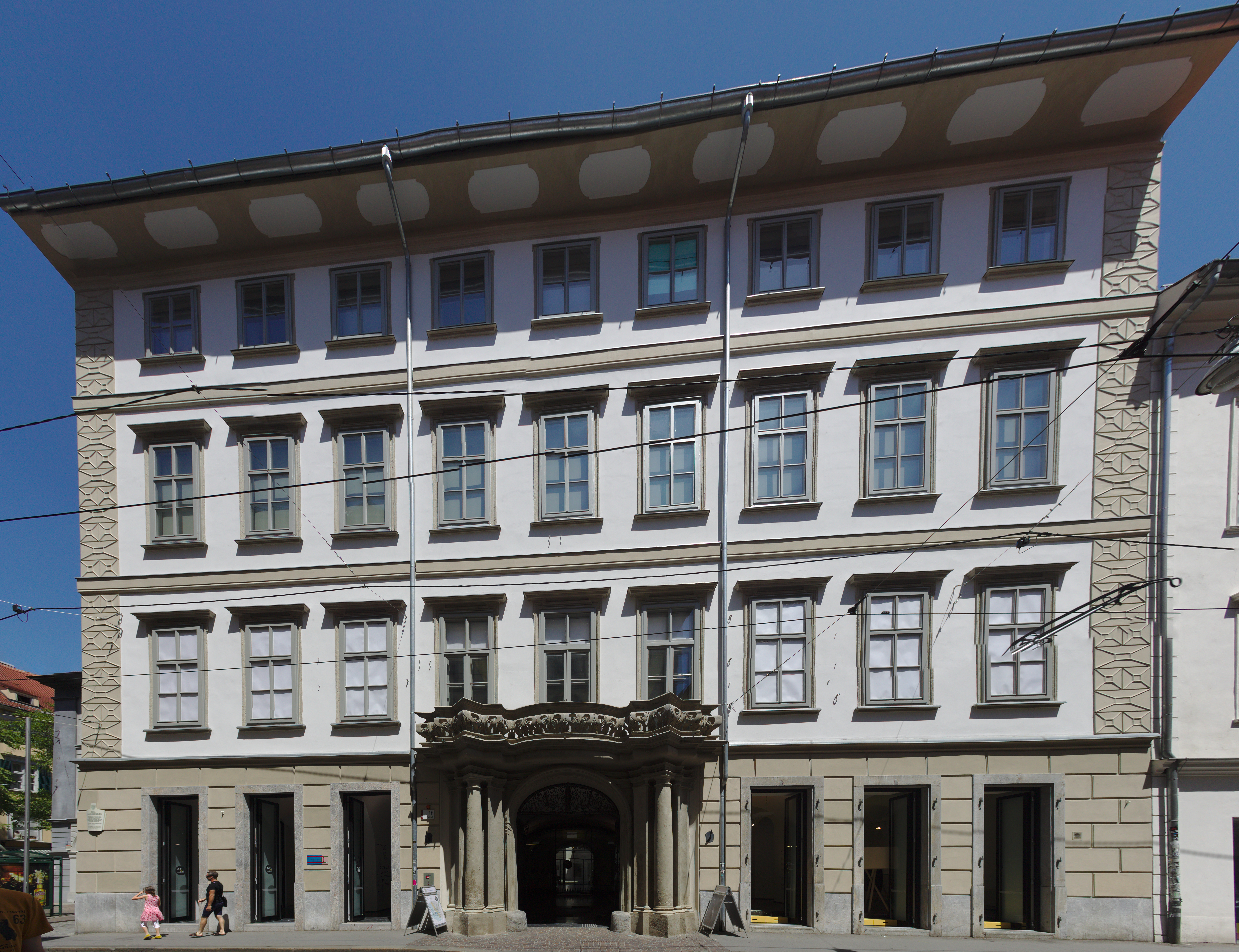
Stadtmuseum Graz

Das Graz-Museum widmete sich dem Jahr 1938 in Form einer Sonderausstellung unter dem Titel „Im Kartenhaus der Republik“. Diese war die erste umfassende Museumsausstellung des Bundeslandes Steiermark über diese Zeit und zeichnete die wechselnden Machtverhältnisse im Land und in seiner Hauptstadt Graz nach. Im Zentrum stand die Frage nach dem permanenten Kampf unvereinbarer Kräfte. Im Rahmen der Ausstellung wurde die Republik der Zwischenkriegszeit als instabiles Kartenhaus interpretiert. Leihgaben wurden von kirchlichen und staatlichen Institutionen, so etwa dem Archiv der TU Graz oder dem Diözesanarchiv Graz-Seckau, zur Verfügung gestellt.

#### Akademisches Gymnasium Graz

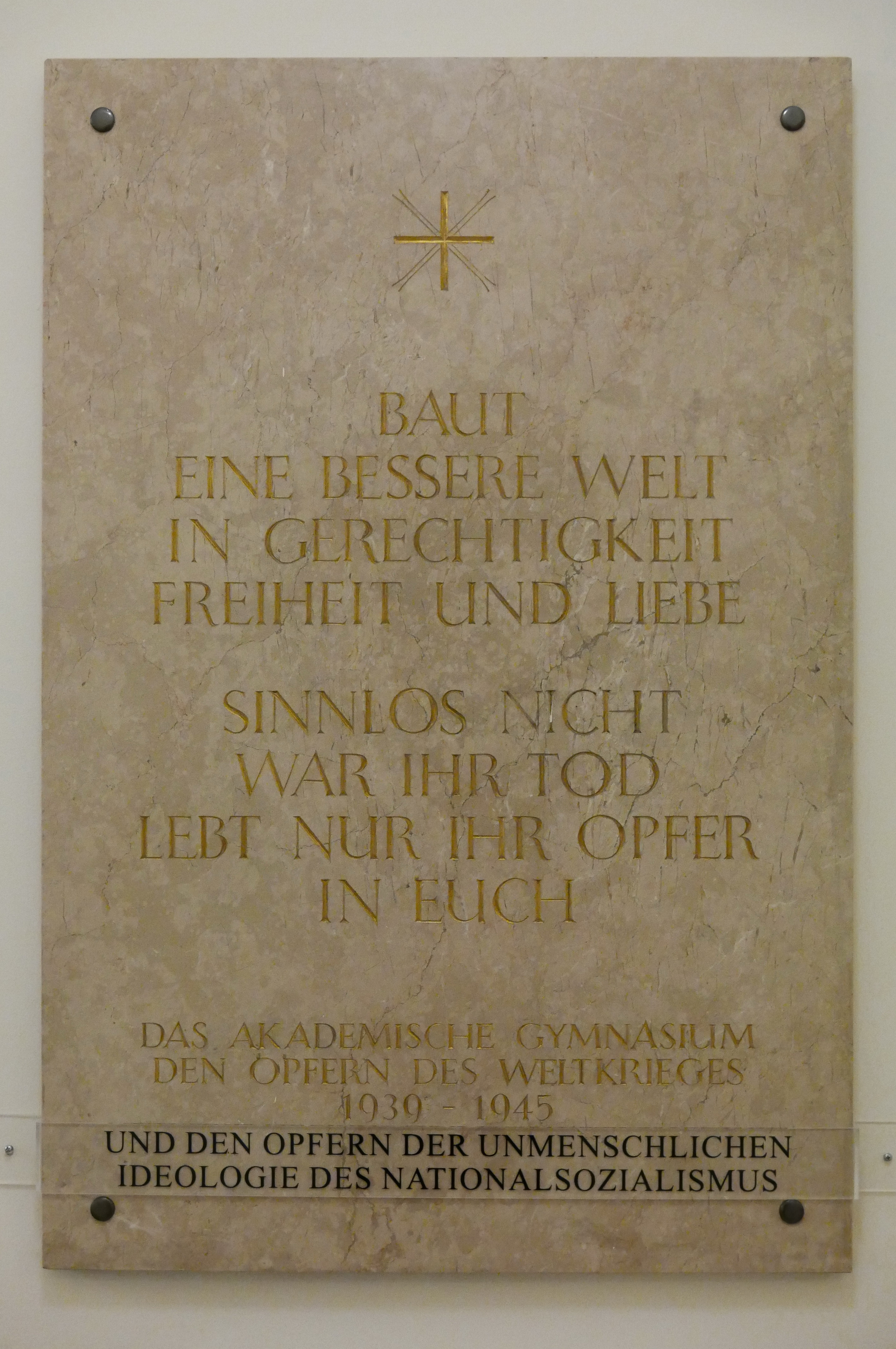
Akademisches Gymnasium Graz: Gedenktafel für die Opfer des Weltkrieges 1939–1945 mit der anlässlich des Gedenkjahres 1938/2018 montierten Schriftinstallation von Walter Köstenbauer und dem ergänzenden Text: „UND DEN OPFERN DER UNMENSCHLICHEN IDEOLOGIE DES NATIONALSOZIALISMUS“

Im Vorfeld des Gedenkjahres 1938/2018 führte der steirische bildende Künstler Walter Köstenbauer am 12. Dezember 2017 im Eingangsbereich des Akademischen Gymnasiums Graz im Rahmen einer schulinternen Feier zum Gedenkjahr mittels einer beschrifteten Plexiglas-Banderole eine Korrektur an einer heroisierenden Gedenktafel für die im Zweiten Weltkrieg Gefallenen durch. Damit wird hier von nun an auch der Opfer der unmenschlichen Ideologie des Nationalsozialismus gedacht. Die Enthüllungszeremonie der adaptierten Gedenktafel fand in Gegenwart von Daniela Grabe, Obfrau des Vereins für Gedenkkultur, statt.

#### Die Österreichische Mediathek
Die Österreichische Mediathek eröffnete 2018 eine Onlineausstellung zur nationalsozialistischen Machtübernahme Österreichs im Jahr 1938. Darin werden zahlreiche Audio-Aufnahmen zur Verfügung gestellt, die auf der Website angehört werden können. Im Mittelpunkt stehen dabei Originalaufnahmen von Reden aus dem Jahr 1938 (von Kurt Schuschnigg) sowie aus der Gegenwart über das Jahr 1938 (von Heinz Fischer). Zudem werden passend zum Thema Fotografien, Plakate sowie Zeitzeugeninterviews angeboten, allerdings nicht ausführlich kommentiert. So bleibt die Dekonstruktion und historische Einbettung der Bild- und Tonmedien dem Besucher der Website überlassen.

#### Das Demokratiezentrum Wien
Das Demokratiezentrum Wien betonte die Bedeutsamkeit des Gedenkjahres beziehungsweise der Gedenktage des Jahres 1938 vor dem Hintergrund seines politischen Bildungsauftrages. Auf der Website wird ein Materialienkoffer für Lehrkräfte angeboten (Stand Dezember 2018), der Originaldokumente verschiedener Medientypen, kontextualisierende Infotexte und didaktische Hilfestellungen für die Beschäftigung mit Gedenktagen im Allgemeinen zur Verfügung stellt. In Bezug auf das Jahr 1938 gibt es Materialien zum Anschluss Österreichs an das Deutsche Reich und den Novemberpogromen.

#### Die Volkshochschulen Wien
Auch die Wiener Volkshochschulen nahmen das Gedenkjahr 2018 zum Anlass, Veranstaltungen zur gesellschaftspolitischen Auseinandersetzung mit den Ereignissen des Jahres 1938 anzubieten. Im Vordergrund stand dabei das Ziel, die Bedeutung der 2018 gedachten Umbruchsjahre möglichst vielen Wienern, unabhängig von deren Bildungsniveau, Alter und Hintergrund, näherzubringen. Unter anderem wurde am 14. März 2018 zu einem Zeitzeugengespräch geladen. Dabei sprach die Historikerin Barbara Dmytrasz in der Wiener Urania mit dem Zeitzeugen Karl Pfeifer über seine Flucht 1938, die ihn als Zehnjährigen von Baden bei Wien über Ungarn und Frankreich 1943 schließlich ohne seine Familie in einen Kibbuz im britischen Mandatsgebiet Palästina führte.

### Wissenschaft

#### Wissenschaftliche Studien
Staatliche Institutionen nutzten das Gedenkjahr 2018, um ihre jeweilige eigene Geschichte wissenschaftlich aufzuarbeiten. Beispiele hierfür sind die geologische Bundesanstalt (GBA) und die Zentralanstalt für Meteorologie und Geodynamik (ZAMG). Diese beiden staatlichen Forschungseinrichtungen konnten 2018 auf 170 Jahre Geschichte zurückblicken. In der Ausstellung „BergWetter 1938 – Diktatur, Behörden, Wissenschaft: GBA und ZAMG im Schatten des Nationalsozialismus“ wurden, neben der Frage nach einer Instrumentalisierung der Wissenschaft für Krieg und Diktatur (etwa in der kriegsorientierten verstärkten Ausbeutung von Bodenschätzen), auch die politischen Vorgänge innerhalb der Forschungseinrichtungen beleuchtet. Grundlage der Ausstellung war eine im Auftrag des Bundesministeriums für Bildung, Wissenschaft und Forschung durchgeführte Studie unter der Leitung von Oliver Rathkolb, Johannes Thaler und Gunnar Mertz.
Rechtzeitig zum Gedenkjahr 2018 lag – 80 Jahre nach der Machtübernahme durch die Nationalsozialisten in Österreich – erstmals auch eine Studie vor, die den Anschluss 1938 in allen Bezirken Tirols dokumentiert. Der Herausgeber Horst Schreiber stellte dazu im Buch „1938. Der Anschluss in den Bezirken Tirols“ zwölf Beiträge zusammen, die den Aufstieg der NSDAP, den NS-Terror, die deutschnationalen Traditionen einer Grenzstadt, Verfolgung, Rache, Gleichschaltung und Propaganda in der Region aus verschiedenen Perspektiven beleuchten.

#### Erinnerungsplattform des BMBWF
Das Institut für historisch-politische Bildung über Holocaust und Nationalsozialismus des Bundesministeriums für Bildung, Wissenschaft und Forschung (BMBWF) ist der Verein erinnern.at.
Diese Plattform fördert den Transfer von historischem und methodisch-didaktischem Wissen zum Thema „Holocaust Education“ sowie die Reflexion der Bedeutung des Holocaust für die Gegenwart. Zum Gedenkjahr 2018 bietet _erinnern.at_ in Bezug auf das Jahr 1938 eine umfangreiche Linksammlung an (Stand Dezember 2018). An österreichischen Universitäten, pädagogischen Hochschulen, Schulen und andere Institutionen wurden Veranstaltungsreihen und Lehrveranstaltungen organisiert, so etwa Buchvorstellungen und Vorträge, Schulworkshops, Web-Projekte, Fortbildungen für Pädagogen, Ausstellungen und Gedenkprojekte, Forschungsprojekte, Multimedia-Dokumentationen. Auch Zeitzeugen-Dokumentationen werden digital auf der Homepage zur Verfügung gestellt (Stand Dezember 2018).

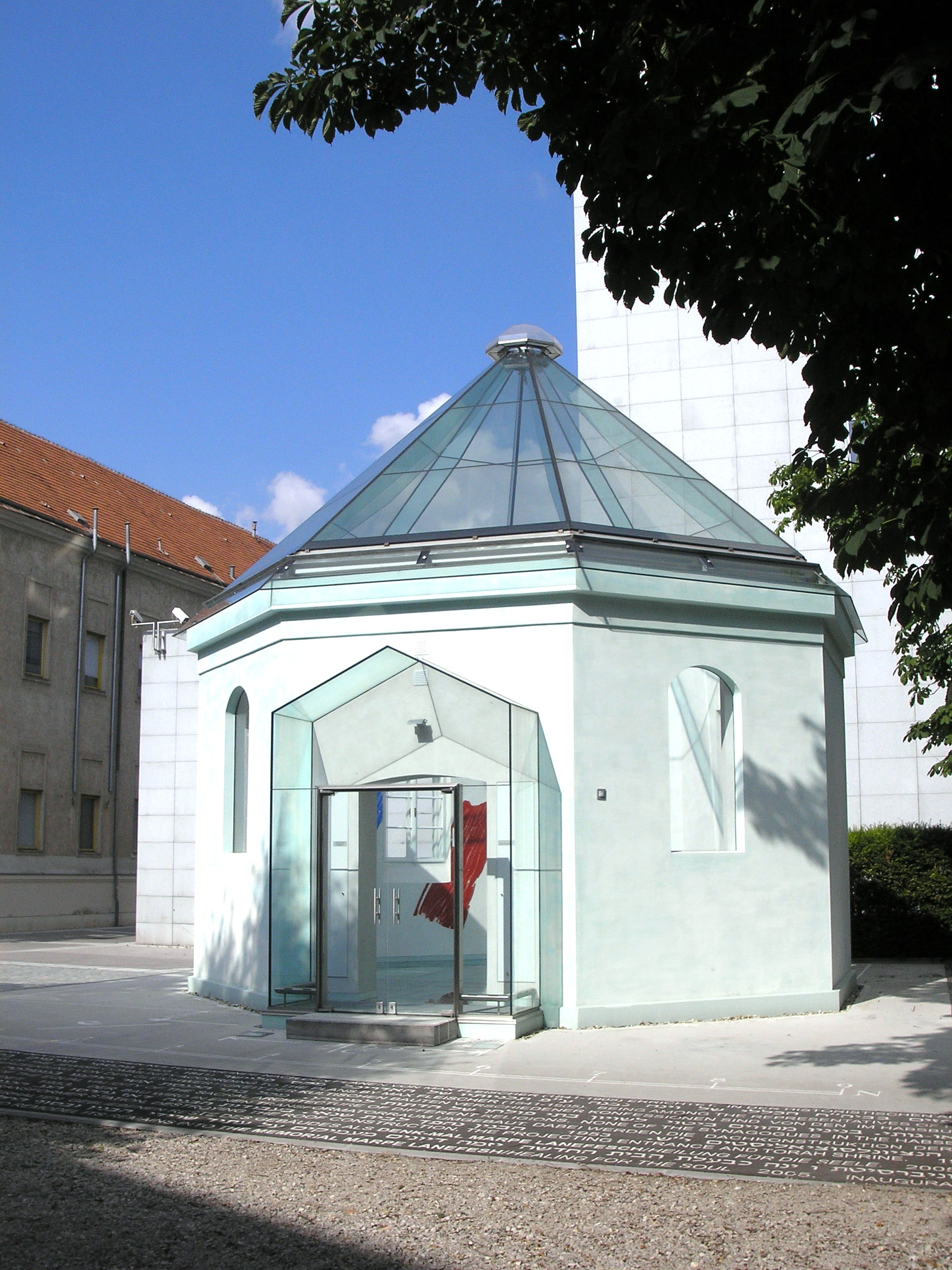
Synagoge im alten AKH, Wien

#### Universität Wien
Für die Opfer des Nationalsozialismus an der Universität Wien wurde das Projekt „Gedenkbuch für die Opfer des Nationalsozialismus an der Universität Wien 1938“ ins Leben gerufen. Dabei handelt es sich um ein offenes Forschungsprojekt und besteht aus dem handgeschriebenen Gedenkbuch, das im „DENK-MAL“ Marpe Lanefesch (dem ehemaligen jüdischen Betpavillon des Alten AKH) am Campus der Universität Wien aufbewahrt wird, sowie aus der gleichnamigen Online-Datenbank. 2018 umfasste das Gedenkbuch 1.770 Namen vertriebener Studierender, 234 Namen Betroffener der Aberkennungen akademischer Grade und circa 200 Namen vertriebener Professoren und Dozenten.
Daneben gab die Universität Wien auf ihrer Website einen geschichtlichen Überblick zu 1938 und thematisierte das Jahr auch im Rahmen einer Ringvorlesung zum Gedenkjahr 2018. Auch an der Universität Innsbruck gab es dazu eine Ringvorlesung mit Podiumsdiskussion, der Fokus lag auf dem Thema „100 Jahre Republik Österreich“.

#### Dokumentationsarchiv des österreichischen Widerstandes (DÖW)
Das Dokumentationsarchiv des österreichischen Widerstandes (DÖW) widmete sich im Gedenkjahr 2018 mit umfangreichen Texten und Bildern dem Jahr 1938, die unter anderem die Novemberpogrome in den neun österreichischen Bundesländern beleuchteten.

### Politik
Das Gedenken des offiziellen Österreichs war vor allem von der Ende 2017 angelobten Bundesregierung Kurz I unter Beteiligung der FPÖ geprägt. Anders als bei der ersten Schwarz-Blauen-Regierung (Schwarzblau I) blieben zwar internationale Proteste und Boykotte gegen die FPÖ-Regierungsbeteiligung größtenteils aus, innenpolitisch kam es jedoch besonders bei den Gedenkfeierlichkeiten zu scharfer Kritik an der FPÖ. So bestand etwa ein offizieller Beschluss seitens der Israelitischen Kultusgemeinde (IKG), mit FPÖ-Politikern nicht öffentlich aufzutreten, weshalb man an keinerlei Gedenkfeiern teilnehmen wollte, zu denen auch Vertreter der FPÖ angekündigt waren. Ähnlich hielt es das Mauthausenkomitee, das mit Verweis auf die vielen braunen Flecken in der Partei die Einladung von FPÖ-Funktionären zur jährlichen Befreiungsfeier ausschloss.

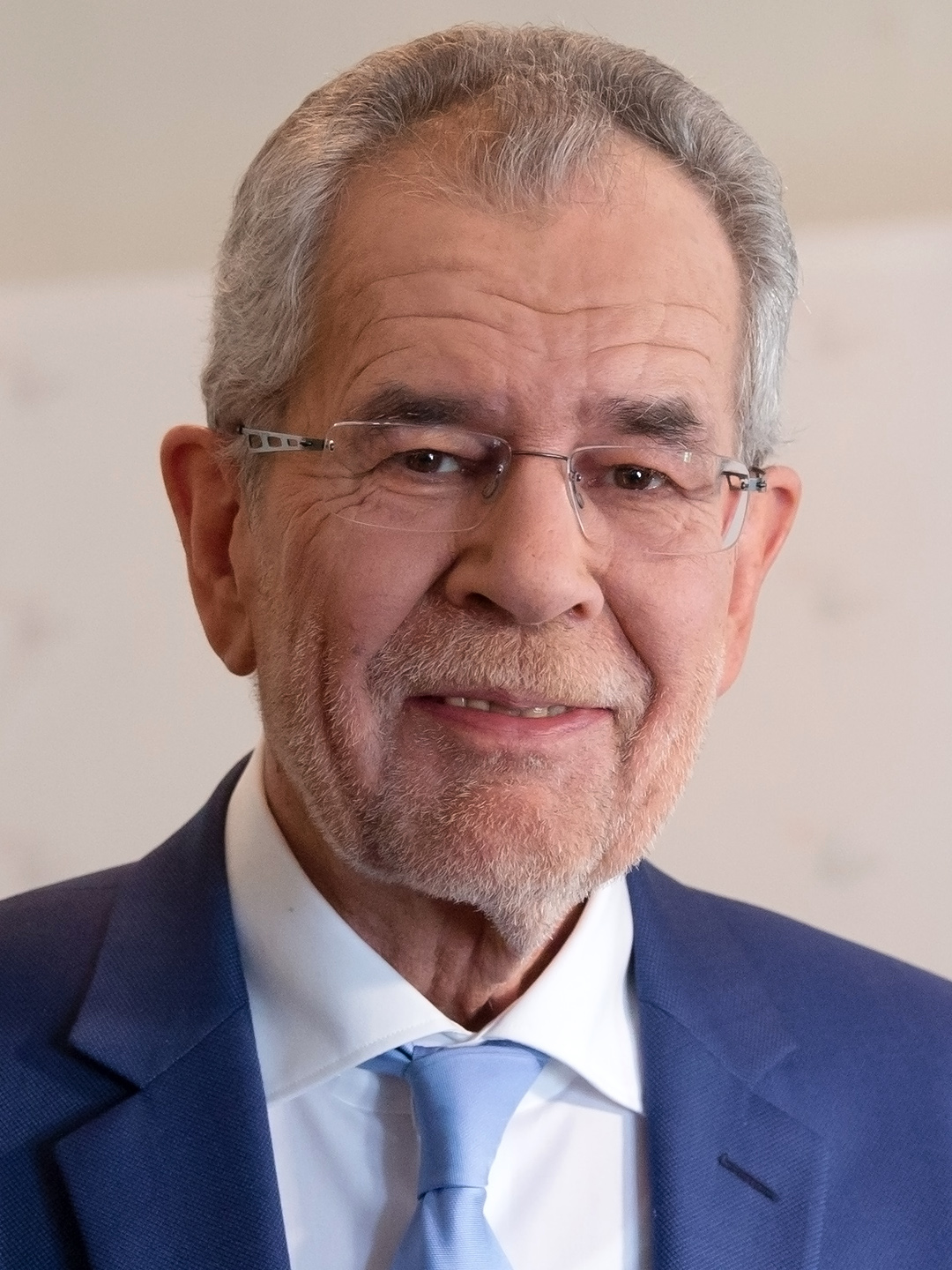
Bundespräsident Alexander Van der Bellen

#### Staatsakt zum 80. Jahrestag des „Anschlusses“
Am 12. März 2018 lud Bundespräsident Van der Bellen zu einem Staatsakt in die Hofburg, um dem sogenannten Anschluss 1938 zu gedenken. Van der Bellen widersprach in seiner Ansprache der „Opferthese“ und betonte die Mitverantwortung Österreichs an den Gräueln des Nationalsozialismus. Er unterstrich die Gefahr, welche Diskriminierungen für weitere negative Entwicklungen bis hin zur kompletten Entmenschlichung bergen und sprach davon, dass „Rassismus und Antisemitismus […] auch heute im Kleinen wie im Großen weiter existieren“. Bundeskanzler Sebastian Kurz forderte in seiner Rede ein Eintreten „gegen jede Art von Intoleranz und Extremismus“ und verurteilte jeglichen Antisemitismus, „egal ob schon vorhanden oder frisch importiert“.

#### Gedenktag gegen Gewalt und Rassismus
Seit 1997 wird am 5. Mai der „Gedenktag gegen Gewalt und Rassismus im Gedenken an die Opfer des Nationalsozialismus“ im österreichischen Parlament begangen. Anlass ist der Jahrestag der Befreiung des KZ Mauthausen am 5. Mai 1945.

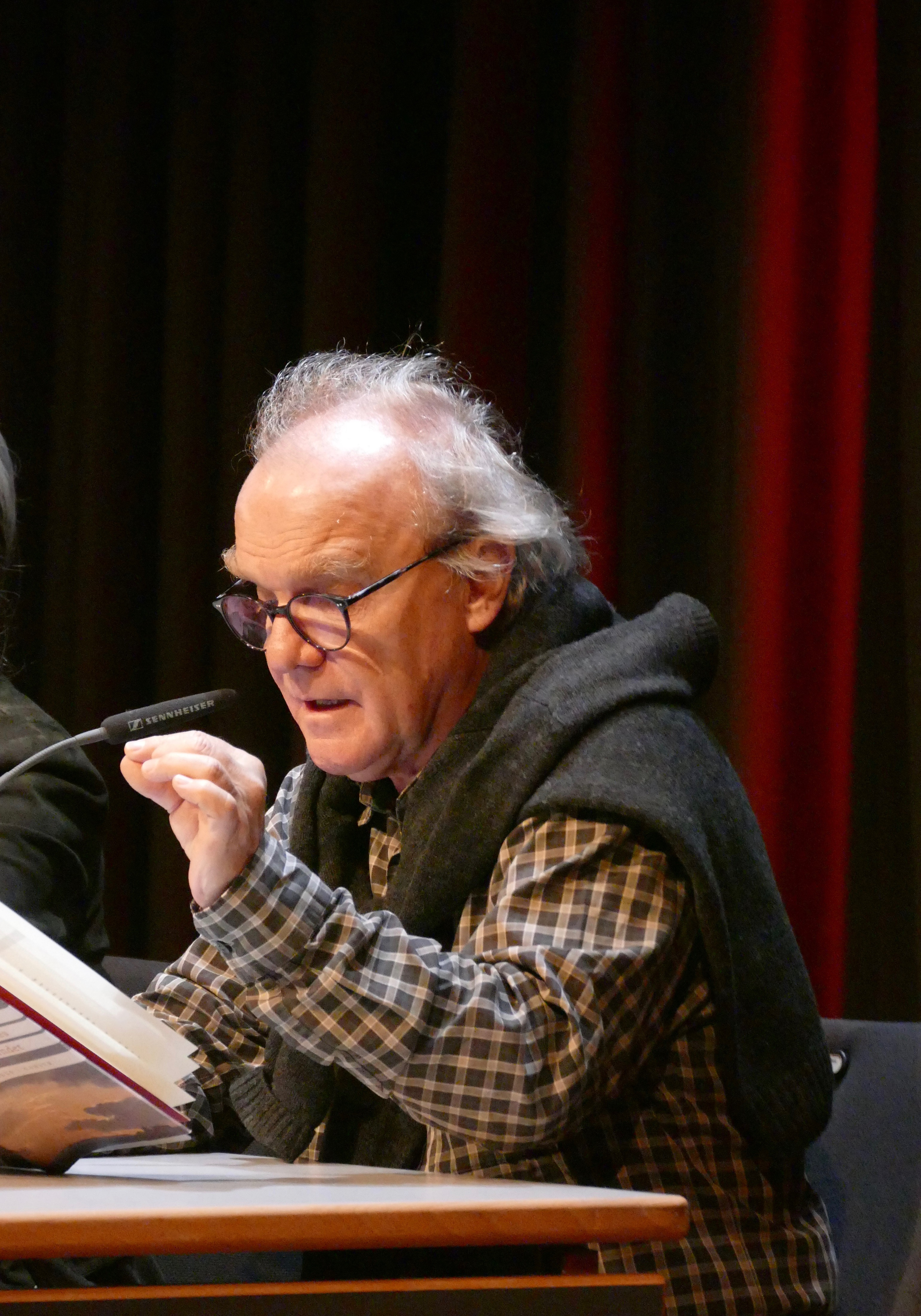
Michael Köhlmeier

Viel beachtet wurde im Rahmen dieser Gedenkfeier die Rede des österreichischen Schriftstellers Michael Köhlmeier. Dieser kritisierte die FPÖ scharf, unter anderem dafür, sich als Unterstützerin der Juden zu inszenieren, während „deren Mitglieder den Nationalsozialismus verharmlosen oder antisemitische Meldungen abgeben“. Direkte Kritik richtete Köhlmeier an den anwesenden Klubobmann der FPÖ, Johann Gudenus, und dessen zuvor getätigte Formulierung der „stichhaltigen Gerüchte“, welche belegen würden, dass der ungarisch-stämmige Milliardär George Soros gezielt „Migrantenströme nach Europa“ unterstütze. Die FPÖ sei laut Köhlmeier nicht glaubwürdig, wenn sie sich einerseits als Verteidigerin der Juden darstelle, andererseits aber rechtsextreme Publikationen unterstütze, welche wiederholt befreite KZ-Häftlinge als Landplage bezeichnen. Daneben übte Köhlmeier auch an Bundeskanzler Kurz und seiner Haltung zur Migration Kritik, indem er auf den Umgang mit Flüchtlingen während des Zweiten Weltkriegs (vgl. beispielsweise die Irrfahrt von St. Louis) hinwies. Die FPÖ ihrerseits warf Köhlmeier vor, die Gedenkveranstaltung „desavouiert“ und die ihm geschenkte Aufmerksamkeit „hochmutig missbraucht“ zu haben.
Nationalratspräsident Wolfgang Sobotka forderte in einer Rede, dass der antisemitische Bodensatz in Österreich bekämpft werden müsse, und kündigte an, dass der Nationalrat die Bundesregierung mit einer umfassenden Untersuchung über die historische und aktuelle Situation des Antisemitismus in Österreich beauftragen werde. Die Antisemitismus-Studie 2018 wurde im März 2019 präsentiert.
Anders als vorab angekündigt wohnte der Präsident der IKG, Oskar Deutsch, der Gedenkfeier in der Hofburg doch bei. Ursprünglich wollte die IKG im Gedenkjahr 2018 all jene Veranstaltungen boykottieren, zu denen auch FPÖ-Politiker geladen waren. Dabei – so betonte man seitens der IKG – handle es sich nicht um eine Dialogverweigerung, sondern um „eine Grenze des Zumutbaren für die Nachkommen von Ermordeten und Überlebenden der Shoah“, wie der ehemalige IKG-Vorsitzende Ariel Muzicant erklärte.

#### Novemberpogrome

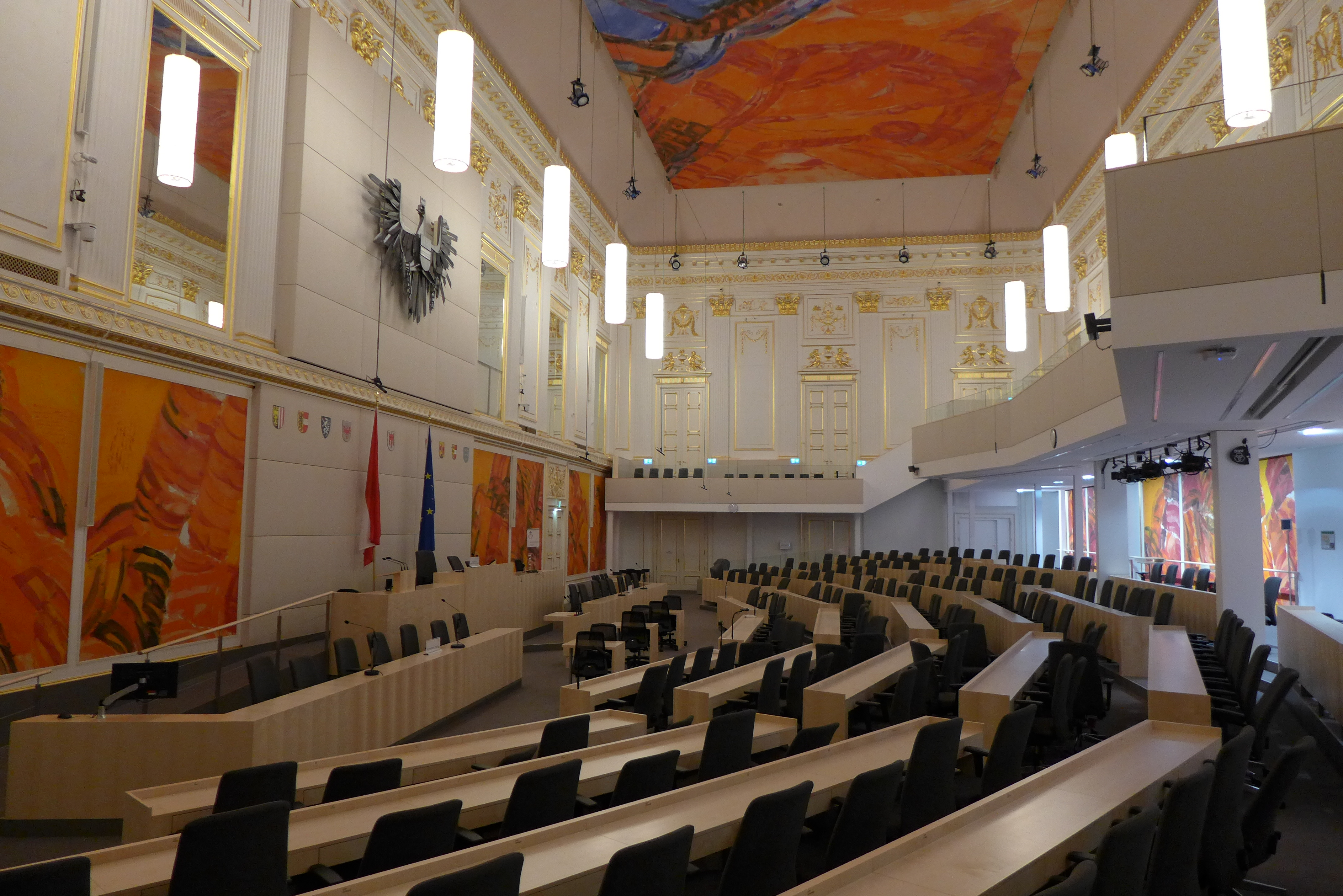
Provisorischer Parlamentssaal

Anfang November 2018 wurde der Novemberpogrome von 1938 gedacht. In diesem Rahmen empfing IKG-Präsident Deutsch österreichstämmige Holocaust-Überlebende aus Israel, die im Zuge eines Israelbesuchs von Bundeskanzler Kurz und Bildungsminister Heinz Faßmann nach Österreich eingeladen worden waren. Aufgrund des bereits seit der letzten schwarz-blauen Regierung bestehenden Boykotts der FPÖ durch Israel waren keine FPÖ-Regierungsmitglieder zu dem Besuch geladen.

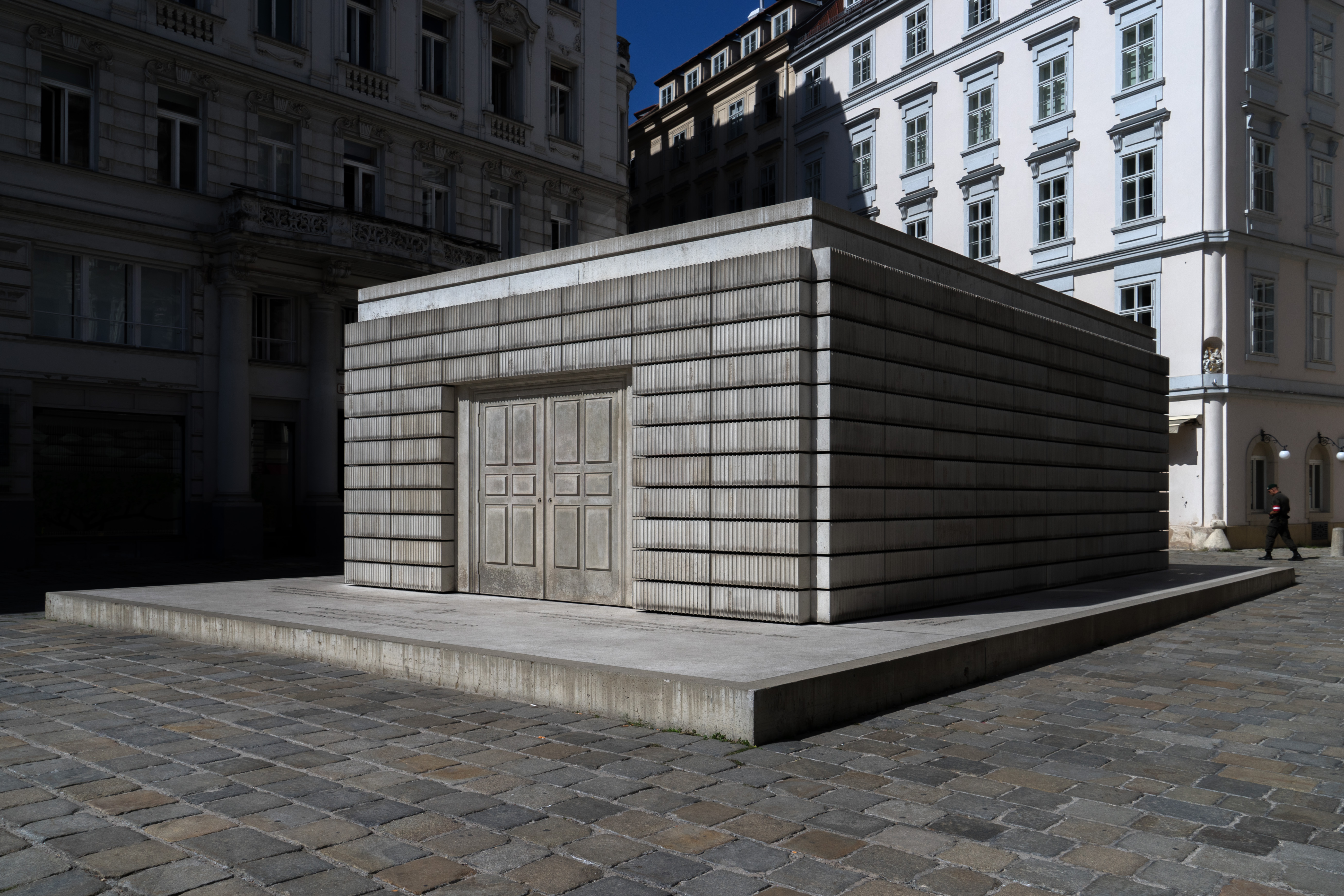
Mahnmal für die österreichischen jüdischen Opfer der Schoah

Am Abend des 8. November hielt die IKG einen Gedenkmarsch ab, zu dessen Abschluss am Mahnmal für die Opfer der Schoah am Judenplatz neben IKG-Präsident Deutsch auch Nationalratspräsident Sobotka eine Rede hielten. Letzterer wurde von Teilnehmern der Kundgebung ausgebuht, was medial hohe Wellen schlug. Medienberichten zufolge versuchte Deutsch angesichts der Störungen zu intervenieren, diese hörten jedoch erst auf, als Sobotka die Bühne verließ.
Am 9. November 2018, dem 80. Jahrestag der Pogrome, fand am Morgen eine Kranzniederlegung durch Bundespräsident Van der Bellen beim Mahnmal für die österreichischen jüdischen Opfer der Schoah in der Wiener Innenstadt statt. Danach empfing der Nationalrat im Großen Redoutensaal der Hofburg österreichische Shoah-Überlebende aus Israel. Im Rahmen dieser Veranstaltung bat Nationalratspräsident Sobotka die anwesenden Überlebenden um Verzeihung und unterstrich zugleich, dass Österreich sich verändert habe. Des Weiteren betonte er die Wichtigkeit eines neuen Staatsbürgerschaftsrechts, welches sicherstellen sollte, dass Nachfahren von Holocaustopfern und Vertriebenen österreichische Staatsbürger werden könnten. In der Parlamentskorrespondenz vom 9. November 2018 werden als Teilnehmer – neben dem Bundespräsidenten und dem Nationalratspräsidenten – die „Bundesratspräsidentin Inge Posch-Gruska sowie die Zweite und Dritte Nationalratspräsidentin und Anneliese Kitzmüller, weiters Bundeskanzler Sebastian Kurz und Vizekanzler Heinz-Christian Strache, als Vertreter der Glaubensgemeinschaften Kardinal Christoph Schönborn, Bischof Michael Bünker, den Präsidenten der islamischen Glaubensgemeinschaft Ibrahim Olgun und Metropolit Arsenios und die Generalsekretärin des Nationalfonds der Republik Österreich für Opfer des Nationalsozialismus, Hannah Lessing“ angeführt. Die IKG selbst nahm nicht an dieser Gedenkveranstaltung teil, sondern beteiligte sich an der breit getragenen zivilgesellschaftlichen Initiative „Niemals vergessen! Nie wieder Faschismus! Gedenken und Mahnwache“, die traditionell beim ehemaligen Aspangbahnhof eine Gedenkkundgebung für die Opfer des Nationalsozialismus abhielt.

## 1948

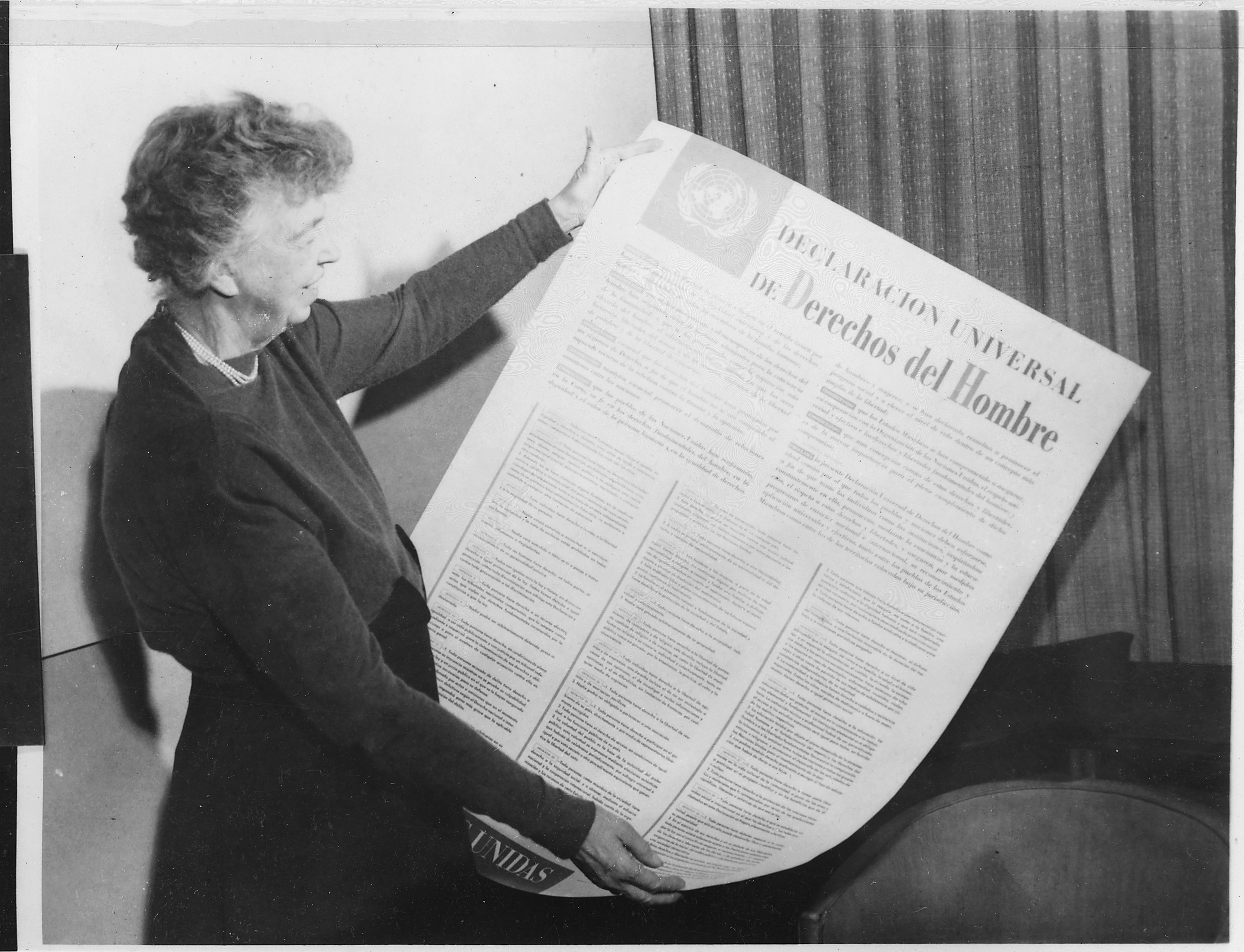
Eleanor Roosevelt mit einem Ausdruck der AEMR in Spanisch (Declaración Universal de los Derechos del Hombre, November 1949)

Am 10. Dezember des Jahres 1948 kam es zur Allgemeinen Erklärung der Menschenrechte durch die Generalversammlung der Vereinten Nationen. Bei dieser Charta handelt es sich um eine unverbindliche Empfehlung zu den allgemeinen Grundsätzen der Menschenrechte.

### Medien
In den verschiedenen österreichischen Printmedien sowie auch in den digitalen Medien wurde im Rahmen des Gedenkjahrs 2018 eher wenig über das Jahr 1948, welches genau 70 Jahre zurücklag, berichtet. Die speziell für das Jahr 2018 eingerichtete Webseite www.oesterreich100.at hingegen widmete sich der Allgemeinen Erklärung der Menschenrechte von 1948.
In auflagenstarken Printmedien, wie beispielsweise Wiener Zeitung, Die Presse oder Kleine Zeitung, wurde viel über die hundertjährige Geschichte der Republik Österreich sowie über die gegenwärtige Erinnerungskultur zum Zweiten Weltkrieg berichtet. Die Kleine Zeitung veröffentlichte in einem Artikel vom 30. Dezember 2017 eine Grafik zum Jubiläums- und Gedenkjahr 2018, in welcher auch das Datum 10. Dezember 1948 mit dem Titel „UN beschließen Erklärung der Menschenrechte“ angeführt wurde. Die Presse schrieb in einem Artikel vom 25. Juni 2018 mit dem Titel „Der Schutz der Menschenrechte bleibt unvollendet“, dass die Grundlagen der Allgemeinen Erklärung der Menschenrechte – formuliert vor dem Hintergrund der Schrecken des Zweiten Weltkriegs und der Schoah – durch die Wiener Erklärung und das Aktionsprogramm konkretisiert wurden. Die Wiener Zeitung griff in einem Artikel vom 12. März 2018 auch eine andere Thematik des Jahres 1948 auf, nämlich die Durchführung der ersten Sportspiele für Menschen mit Behinderung in London, welche bis heute als Vorläufer der Paralympischen Spiele gelten.

### Institutionen
Auch verschiedene Institutionen griffen im Rahmen des Gedenkjahres 2018 das Jahr 1948 und den Beschluss der Allgemeinen Erklärung der Menschenrechte auf. Allerdings widmeten sich die österreichischen Museen in keiner Ausstellung exklusiv dem Jahr 1948, sondern bezogen es als Teil großer Ausstellungen zum Gedenkjahr mit ein. So bietet beispielsweise das Haus der Geschichte Österreichs bis Mai 2020 (Stand Januar 2019) die Eröffnungsausstellung „Aufbruch ins Ungewisse – Österreich seit 1918“ an, wobei die Allgemeine Erklärung der Menschenrechte nicht erwähnt wird, sondern Themen wie die Lebensumstände in der Nachkriegszeit und die Flucht von Verbrechern des Nationalsozialismus angesprochen werden.
Das Demokratiezentrum Wien erinnerte ebenfalls an das Jahr 1948 und verdeutlichte, dass die Allgemeine Erklärung der Menschenrechte besonders aufgrund der Geschehnisse und Nachwirkungen der Schoah und des Zweiten Weltkriegs formuliert worden war. Die Menschenrechte sollten nicht nur durch die einzelnen Nationalstaaten, sondern international sichergestellt werden. Außerdem sollte der Tag der Menschenrechte jährlich an die Einhaltung und Umsetzung der Menschenrechte erinnern, da in vielen Ländern noch Handlungsbedarf herrsche.
Auf der Website des Bundeskanzleramts zum Gedenkjahr 2018 konnten und können (Stand Januar 2019) Events und Veranstaltungen nach den entsprechenden Jahren gefiltert werden. Zum Jahr 1948 existieren lediglich vier Einträge (unter anderem der Hinweis auf eine Buchveröffentlichung und die Vorstellung einer Onlineplattform).
Bei einer Einzelveranstaltung am 10. Dezember 2018 wurden Informationstafeln beim Linzer Menschenrechtsbrunnen am Friedensplatz (Linz) aufgestellt, um an die endgültige Fassung der Allgemeinen Erklärung der Menschenrechte von 1948 zu erinnern. In Kooperation mit der Stadt Linz boten zudem verschiedene Organisationen, wie beispielsweise SOS Menschenrechte und das Kinderkulturzentrum „Kuddelmuddel“, Workshops und ein Figurentheaterstück zum Thema Menschenrechte an.
Eine weitere Organisation, die sich unter anderem diesem Jahr widmete, ist KulturKontakt Austria. Im Rahmen ihres Projektes „Geschichte gemeinsam verhandeln. Jugendliche befragen 100 Jahre Republik Österreich“, das insgesamt 30 Projekte in ganz Österreich umfasste, wurde unter anderem die Frage gestellt: „Was kann kulturelle Bildung zur Geschichtsvermittlung beitragen?“. Die Ergebnisse dieser Arbeit wurden vom 12. bis zum 14. Dezember 2018 im Haus der Geschichte Österreich präsentiert.

### Wissenschaft
Das Jahr 1948 und das Thema der Menschenrechte beeinflussten viele wissenschaftliche Veranstaltungen, die im Jubiläumsjahr 2018 stattfanden. So widmete sich etwa die „5. Jahrestagung der Migrations- und Integrationsforschung in Österreich“ den Themen Menschenrechte und UNO-Migrationspakt. Die Tagung fand in Zusammenarbeit mit der Fakultät für Sozialwissenschaften der Universität Wien und der Österreichischen Akademie der Wissenschaften statt. Auch das Deutsche Institut für Menschenrechte bot in Kooperation mit anderen Organisationen Podiumsdiskussionen und Vorträge zu diesem Thema an. Daneben wurden Aktionen der UNO selbst beworben.
Das Ludwig Boltzmann Institut für Menschenrechte (BIM) fokussierte sich auf das Thema „Menschenrechtsstadt Wien“. Dazu wurde eine Studie von Manfred Novak in Kooperation mit BIM-Wissenschaftlern erstellt. Zudem wurden in Zusammenarbeit mit der Stadt Wien verschiedene Projekte zum Thema Kinderrechte initiiert. So wurden „Roundtables“ zu den Themen „Obdachlose Familien mit minderjährigen Kindern“ und „Kinderhandel“ veranstaltet.
Die meisten Veranstaltungen im wissenschaftlichen Bereich fanden unter Federführung des Ludwig Boltzmann Instituts für Menschenrechte und des Menschenrechtsbüros der Stadt Wien statt. Dabei handelte es sich vorwiegend um Podiumsdiskussionen und Konferenzen wie zum Beispiel „The Conference of NGO’s in Consultative Relationship with the United Nations“ (coNGO) am 10. Dezember 2018, die sich vorwiegend an die Zivilgesellschaft und Freiwillige richtete, um NGOs eine Vernetzungsplattform zu bieten.
Zudem fand am 22. und 23. Mai 2018 die Konferenz „Vienna+25“ statt, die von Außenministerin Karin Kneissl und dem damaligen UNO-Hochkommissar Seid Ra'ad Al Hussein eröffnet wurde. Auch daran waren die Stadt Wien und das Ludwig Boltzmann Institut für Menschenrechte maßgeblich beteiligt. Im Rahmen der Konferenz wurden Empfehlungen zu den Themen „Menschenrechte und Sicherheitspolitik“ sowie „Förderung der Gleichstellung“ ausgearbeitet und anschließend den Repräsentanten der UNO und Amnesty International vorgestellt. Parallel zu dieser Veranstaltung fand eine 25-Jahr-Feier für die im Juni 1993 abgehaltene Weltmenschenrechtskonferenz in Wien statt. Bei letzterer nahmen 10.000 Menschen aus 171 Ländern teil und erarbeiteten die „Vienna Declaration and Programme of Action“ (VDPA).

### Politik
In Österreich wurde der Allgemeinen Erklärung der Menschenrechte seitens der Politik vor allem in den sozialen Medien gedacht. Die Sozialdemokratische Partei Österreichs (SPÖ) ging in ihrer Facebook-Präsenz auf den Tag der Menschenrechte am 10. Dezember ein. Die Partei verwendete das Hashtag #weltmenschenrechtstag mit dem Post: „Egal ob jung, alt, arm oder reich. Ganz egal welche Hautfarbe, welche sexuelle Orientierung oder welcher Glaube. Alle Menschen haben die gleichen Rechte.“
Die Grünen posteten am 10. Dezember 2018 ein Foto des Artikels 1 der Allgemeinen Erklärung der Menschenrechte, wie sie am österreichischen Parlamentsgebäude angebracht ist, und fügten hinzu: „Heute ist Tag der Menschenrechte. Eventuell könnte das eine, oder andere Mitglied der Bundesregierung mal einen Blick auf die Fassade des Parlaments werfen. Könnte man was lernen.“
Die Partei JETZT – Liste Pilz postete am 10. Dezember 2018: „Österreich mauert sich ein! – Medienaktion zum UN-Migrationspakt. Heute ist Tag der Menschenrechte. Heute ist auch der Tag der Nichtunterzeichnung des Migrationspaktes durch Österreich … “ Ebenso ist ein Video zu sehen, das die Parteivorsitzende Maria Stern bei einer aktionistischen Informationskampagne über die Nichtunterzeichnung des UN-Migrationspaktes durch Österreich am Platz der Menschenrechte in Wien zeigt.
Die Parteien ÖVP und FPÖ, deren Parlamentsfraktionen im Gedenkjahr 2018 eine Regierungskoalition bildeten, veröffentlichten keine Postings zu diesem Thema.

## 1968

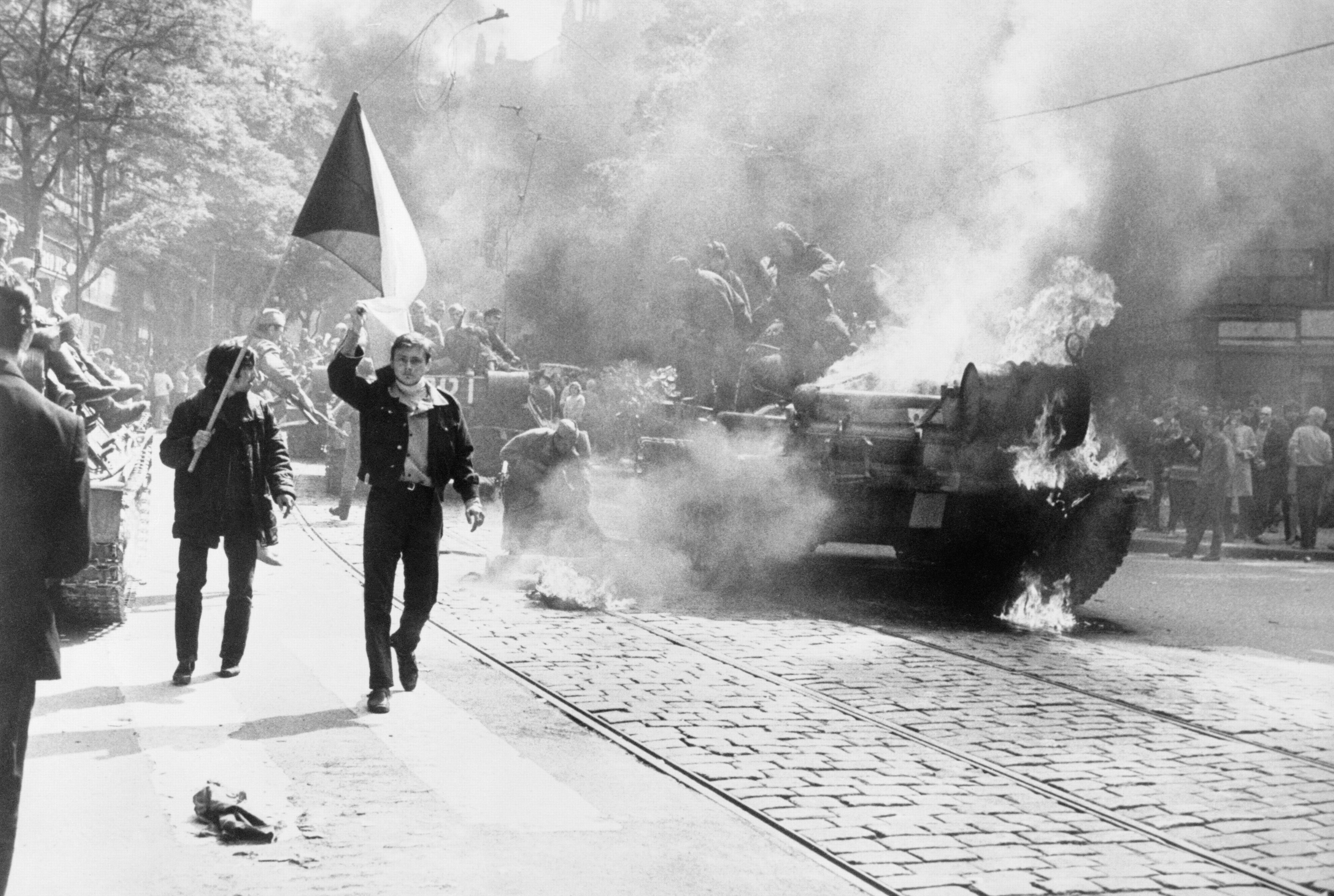
Einwohner während des Prager Frühlings vor brennendem sowjetischen Panzer

Das Jahr 1968 stellte sowohl in gesellschaftlicher und politischer als auch in kultureller Hinsicht einen Umbruch dar, welcher von zahlreichen internationalen Studentenprotesten ausging. Diese äußerten sich in Straßenschlachten und Demonstrationen seitens der Studierenden, welche die autoritären Strukturen der Nachkriegszeit infrage stellten. Protestiert wurde gegen ein veraltetes Bildungssystem und den Vietnamkrieg, gekämpft wurde vor allem für eine modernere Gesellschaft. Daneben prägten auch der Prager Frühling sowie der Einmarsch der Truppen des Warschauer Paktes das Jahr 1968.

### Medien
Der öffentlich-rechtliche Rundfunk ORF widmete sich in seiner TVthek dem Jahr unter dem Titel „1968 – Der Umbruch“. Die Ereignisse wurden beispielsweise in Ausgaben von „dokFilm“, „ZiB 2 History“, „Menschen & Mächte“ und „kulturMontag“ sowie in Spielfilmen behandelt.
Das Sommerprojekt „Zeitverschiebung“ des Medien Kultur Hauses (mkh°) in Wels (Oberösterreich) beschäftigte sich mit der Vergangenheit und der Zukunft der Stadt Wels. Junge Menschen sollten im Zuge dieses Projektes ihre Vorstellungen mithilfe von Medienprofis in Film, Text, Fotografie und Hörbuch umsetzen. Die Ergebnisse findet man auf der Homepage des Museums (mkh°).
Bei den Printmedien widmete sich vor allem die Tageszeitung Kurier in einigen Artikeln dem Jahr 1968. Diese beschäftigten sich vor allem mit dem Prager Frühling, dessen Ende und der damit verbundenen Flucht nach Österreich, welche sowohl freiwillig als auch unfreiwillig vonstattenging, weil viele CSSR-Staatsbürger zu diesem Zeitpunkt in Österreich auf Urlaub waren und zunächst nicht in ihr Heimatland zurückreisen konnten.

### Institutionen
Das Jahr 1968 war nach den konservativen Nachkriegsjahren von dem Wunsch nach Veränderung geprägt. Dieser Wandlungswunsch wurde im Gedenkjahr 2018 von verschiedenen Institutionen thematisiert. In der Onlineausstellung der Österreichischen Mediathek sind neben Aufnahmen von Studentenprotesten auch zahlreiche Informationen zu einschlägigen Ereignissen des Jahres 1968 zu finden. Im Rahmen dieser Onlineausstellung haben die Besucher die Möglichkeit, sich Tonaufnahmen zu unterschiedlichen, internationalen Ereignissen anzuhören. Des Weiteren werden auch Materialien zum Prager Frühling und Zeitzeugenberichte zur Verfügung gestellt. 

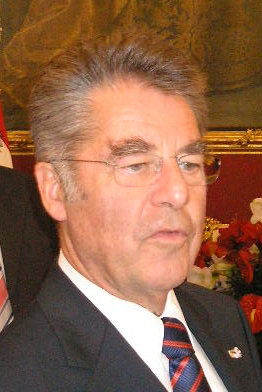
Ehem. Bundespräsident Heinz Fischer

Informationen zu Um-, Auf- und Ausbrüchen in Linz konnten vom 28. September 2018 bis zum 31. Januar 2019 in der Ausstellung „Was war 1968?“ im Lentos Kunstmuseum Linz eingeholt werden.

### Wissenschaft
Die 68er-Bewegung löste in der Wissenschaft im Gedenkjahr 2018 ähnlich geringe Aufregung wie das sogenannte Mai-Lüfterl vor 50 Jahren in Österreich aus. Die Anzahl der wissenschaftlichen Publikationen über die 68er-Bewegung spiegelt die geringe historische Bedeutung dieses Ereignisses im Land wider.
Beispielhaft für den Mangel an Interesse an der 68er-Bewegung in der Wissenschaft ist die Zahl der Publikationen und Veranstaltungen des Instituts für Zeitgeschichte der Universität Wien. An diesem fand 2018 nur eine einzige Veranstaltung rund um die 68er-Bewegung statt. Aufsätze zu den Ereignissen des Jahres 1968 wie dem Prager Frühling oder der Studentenbewegung sind in thematisch breiteren Publikationen eingebettet.
Der Stand der wissenschaftlichen Literatur 2018, veröffentlicht auf der Website der Zeitschrift Zeithistorische Forschungen, zeigt außerdem, dass das Interesse der Wissenschaftsgemeinde im Jahr 2008 viel größer war als im Jahr 2018. Für das 20. Jahrhundert bedeutungsvollere Ereignisse, insbesondere das Ende des Ersten Weltkrieges 1918, haben das wissenschaftliche sowie auch gesellschaftliche Interesse an der 68er-Bewegung verdrängt. Einzig allgemeine Projekte und Publikationen zum Gedenkjahr 2018 schufen Raum für die Thematisierung der 68er-Bewegung in Österreich.

### Politik
Auch die Politik zeigte im Gedenkjahr 2018 wenig Interesse an den Ereignissen von 1968. Einzelne Geschehnisse des Jahres, wie etwa das sogenannte österreichische Mai-Lüfterl oder die Niederschlagung des Prager Frühlings, standen zwar nicht im Mittelpunkt, wurden jedoch von Politikern, etwa bei Festreden oder Eröffnungsfeiern, aufgegriffen.
Bundespräsident Van der Bellen nahm in seiner Eröffnungsrede zu den 42. Innsbrucker Festwochen der Alten Musik Bezug auf das Jahr 1968 und erzählte dabei von seinen persönlichen Erfahrungen mit und in der Studentenbewegung der damaligen Zeit. Dabei mahnte er, sich nicht von Unruhe und Chaos und der damit verbundenen Angst abhalten zu lassen, wichtige Entscheidungen zu treffen.
Das Revolutionsjahr 1968 bot – wie schon in den Jahren zuvor – auch im tagespolitischen Diskurs von 2018 Stoff für Kontroversen zwischen den unterschiedlichen Seiten des politischen Spektrums. Der stellvertretende Landeshauptmann von Oberösterreich, Manfred Haimbuchner (FPÖ), klagte in diesem Zusammenhang über die „Utopisten von 1968“, die für die Missstände im heutigen Europa zuständig seien und Innenminister Herbert Kickl (FPÖ) bezeichnete die bestehende ÖVP-FPÖ Koalition als „offensiven Gegenentwurf zur 68er-Generation“, die „im Namen des Fortschritts zerstörerisch zu wirken“ versuchten. Bundespräsident Alexander Van der Bellen antwortete in einem Interview auf die Frage, ob er sich nicht auch als „68-er“ empfinde: „1968 ist für mich mit zwei historischen Daten verbunden, die ansonsten nichts miteinander zu tun haben: Mit der Niederschlagung des Prager Frühlings durch die Sowjetunion. Und mit der Bewegung, die von der US-Uni Berkeley bis nach Paris und ein bisschen auch nach Österreich durchgeschlagen hat. Ich habe nie bestritten, dass ich mich in gewisser Weise als Alt-68er fühle.“